# Merlo (Buenos Aires)
Merlo es la ciudad cabecera del Partido de Merlo, en la provincia de Buenos Aires, Argentina. La localidad se ubica en la zona noroeste del partido, terminando en el margen sur del Río Reconquista. La ciudad se encuentra ubicado en la Zona Oeste del denominado conurbano bonaerense o área metropolitana de Buenos Aires. Se encuentra a 22 km hacia el oeste de la entrada a su acceso más cercano a la ciudad de Buenos Aires y a 42 km del centro de la capital argentina.
La localidad fue fundada, por primera vez, el 28 de agosto de 1755 por Francisco de Merlo con el nombre de Villa San Antonio del Camino, y refundado en 1859 por Juan Dillon.
En el año 1991 el partido contaba con 390.858 habitantes y diecinueve años después la población ascendió a 528.494 habitantes (INDEC, 2010), siendo el quinto partido más poblado del Gran Buenos Aires.
Merlo limita al norte con Ituzaingó y San Antonio de Padua, al sur y al este con Parque San Martín, al oeste con el partido de Moreno y el río Reconquista y al sur con Mariano Acosta.

## Historia
El origen de la ciudad se remonta al pueblo fundado por Francisco de Merlo en 1755.
Comerciante, funcionario del Cabildo y miembro de la élite social de Buenos Aires, Francisco de Merlo, ya en la década de 1710 en el Pago de La Matanza, el Pago de Las Conchas y el Pago de La Costa. En Las Conchas, Merlo adquiere tierras situadas en ambos lados del curso superior del Río de Las Conchas y construye el casco de estancia en terreno elevado a pocos cientos de metros del Camino Real del Oeste.
En 1727 Francisco de Merlo construye un oratorio en el casco de estancia y entronice una imagen de la Inmaculada Concepción que solía estar erigida a un costado del Camino Real del Oeste, en donde los viajeros se arrodillaban y se encomendaban a la Virgen antes de entrar en territorio de los indios pampas, motivo por lo cual la advocación era conocida como Nuestra Señora del Camino.
El 23 de octubre de 1730, el Cabildo Eclesiástico de Buenos Aires creó seis curatos o parroquias en la campaña, siendo designada la capilla de Francisco de Merlo parroquia interina del Curato de La Matanza, curato que tenía como límites el actual barrio de Balvanera, San Martín y los ríos Reconquista, Salado y Matanza. Su primer cura párroco fue Javier Francisco Moraga, que asumió en 1731, sucedido en 1732 por el hijo de Francisco de Merlo, Juan Antonio Merlo.

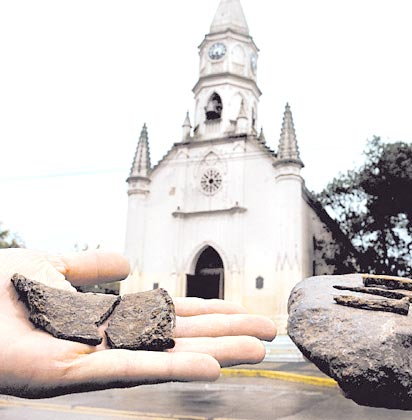
Restos del hospicio.

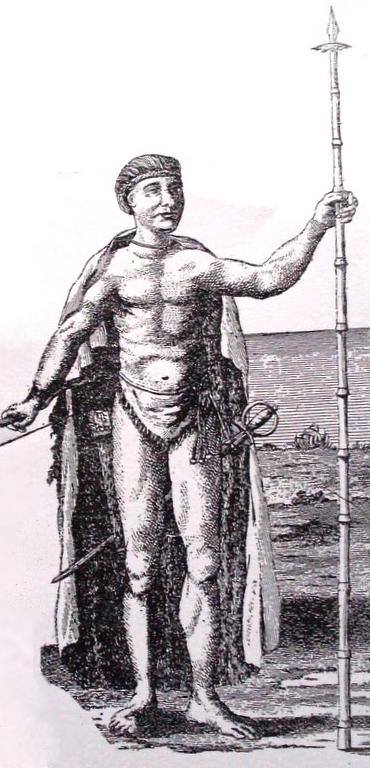
Cacique Cangapol retratado por Tomás Falkner.

Hacia 1738 Francisco de Merlo solicita autorización para fundar un pueblo al Cabildo de Buenos Aires aduciendo, entre otras cosas, que el pueblo más cercano de Buenos Aires era Santa Fe, a 100 leguas de distancia.
Hacia 1740 el casco de estancia de Merlo estaba en la frontera con el indio, una frontera que se extendía por los actuales pueblos de Magdalena, San Vicente, Morón, Merlo, Luján, San Antonio de Areco, Baradero, San Pedro y San Nicolás. Solo en 1781 la frontera se traslada al Río Salado con la construcción de una serie de fuertes. La frontera era muy vulnerable, tanto así que cien años después, en 1845, el vecino Juan Cruz Dambolena denunció que había sido atacado por una partida de indios pampas en las afueras mismas del pueblo de Merlo.
En 1740 el cacique de los pampas, Cangapol, unido a picunches y huiliches, lanza dos terribles malones sobre Luján y Arrecifes como represalia por el asesinato de su primo Tolmicháyá; los ataques dejan como saldo 800 vecinos asesinados.
En Buenos Aires cundió el pánico y el ataque alcanzó a las cercanías de la estancia de Merlo y este acontecimiento motivó a Francisco de Merlo pidiese prestado un cañón y otras armas para defender su estancia del ataque de los aborígenes.
El malón de 1740 tuvo como consecuencia que alrededor del casco de estancia de Merlo se formara un caserío. En 1743 Francisco de Merlo solicita nuevamente autorización al rey, solicitud que será respondida favorablemente en 1755.

Escudo de Armas de la familia de Francisco de Merlo, el mismo actualmente es usado por el Partido de Merlo como emblema municipal.

Luego de recibir la autorización del rey, el 28 de agosto de 1755, Francisco de Merlo funda la Villa de San Antonio del Camino. La autorización real también otorgaba a Merlo el derecho de usar escudo de armas y de constituir un cabildo para el pueblo, el que nunca se logró conformar.

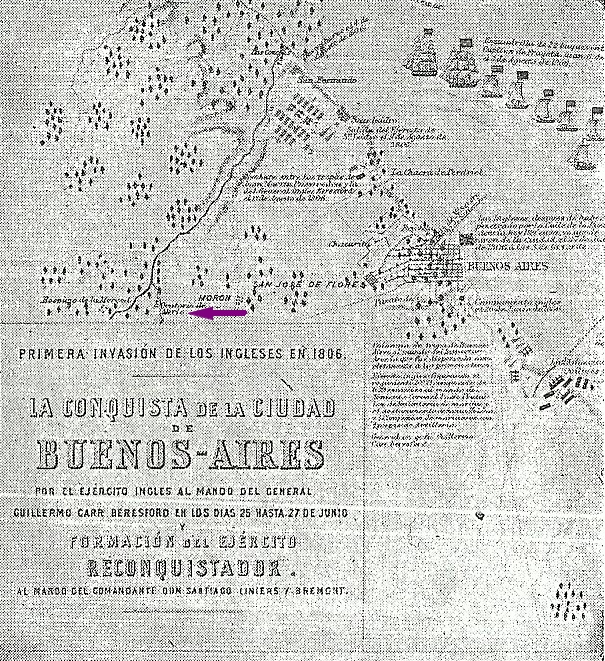
Ubicación del pueblo de Merlo con el nombre de Oratorio de Merlo en 1806.

Si bien el pueblo se fundó como Villa San Antonio del Camino, el pueblo se conocía como Merlo, Capilla de Merlo u Oratorio de Merlo, aún en vida del mismo Francisco de Merlo.
El pueblo se apiñaba alrededor del casco de estancia y capilla de Merlo, en lo que hoy es el centro histórico de la ciudad, en el distrito de Merlo Centro. Según el primer censo realizado el 10 de junio de 1742, en el pueblo había 75 personas agrupadas en 15 familias, sin contar a la familia Merlo y sus peones y esclavos; un nuevo censo en 1755 da como resultado 111 habitantes distribuidos en 24 familias. Ya en 1749 funcionaba una escuela de primeras letras exclusiva para varones que aún funcionaba en la década de 1830 y que era solventada por Merlo y atendida por los padres mercedarios.
En 1758, a la muerte de Merlo, las tierras alrededor del pueblo pasaron a manos de la Orden de los Padres Mercedarios. En el transcurso de los años los mercedarios construyeron un hospicio al lado de la capilla — en la cuadra de Avenida de la calle Real, Rawson y 25 de mayo — y explotaron las tierras bajo la forma de estancia, con numeroso ganado mayor y menor y con el trabajo esclavo de más de cincuenta afroamericanos. Para aquellos tiempos, alrededor de la capilla había cerca de 20 familias en tan solo 20 hectáreas.
Los informes de las autoridades son desalentadores con respecto al pueblo.
En 1761, un informe de la Real Audiencia de Charcas dice que el pueblo está:

... muy a los principios y no puede denominarse pueblo, así como el escaso número de habitantes como por faltarle los principales y primeros requisitos para ello, y según se sabe, al presente se halla en el mismo estado.

En 1765, el Obispo de Buenos Aires, Manuel Antonio de la Torre, agrega:

... El pueblo que se supone fundado, ha sido intencional o imaginario, porque con efecto no hay pueblo alguno en el insinuado territorio de Merlo, distante de esta ciudad como cuatro leguas, solamente se halla un consulario con idea de religioso claustro contigua a una moderada Capilla dedicada a Nuestra Señora de las Mercedes, con decente aseo, la cual ha servido con permiso del fundador, y está sirviendo de parroquia interina que los feligreses del nuevo Curato intitulado de Las Conchas, fundase y erigiesen su primera Iglesia Parroquial que hasta el presente no se ha fabricado por ser lo más de la feligresía, gente muy pobre.

En 1773 la construcción de un puente conocido como el Puente de Márquez hace que el tráfico de personas y comercio se desvíe del Camino Real del Oeste al Camino de los Gaona, provocando el aislamiento del pueblo de Merlo que languidece en el olvido por cien años.
En 1776 la parroquia de Merlo se traslada hacia el pueblo de Morón lo que acentuó la decadencia del pueblo.
La iglesia de los mercedarios es designada viceparroquia del curato y continuará en funciones hasta 1826, cuando se tiene la última noticia de la presencia de un sacerdote en el pueblo.
En 1810 Merlo era solo un pueblo de frontera a donde los pampas solían acercarse para comerciar con los criollos.
Con el tiempo, y por la pobreza de la población, los mercedarios abandonaron y en 1823 el hospicio había ya dejado de funcionar tal como lo expresa Fray Manuel Aparicio: «... esto está concluido»
En 1836, el agrimensor Feliciano Chiclana describe al pueblo de Merlo:

... se encuentra una Capilla también llamada de Merlo, arruinada y dieciséis casas de material y de paja en la traza del Pueblo

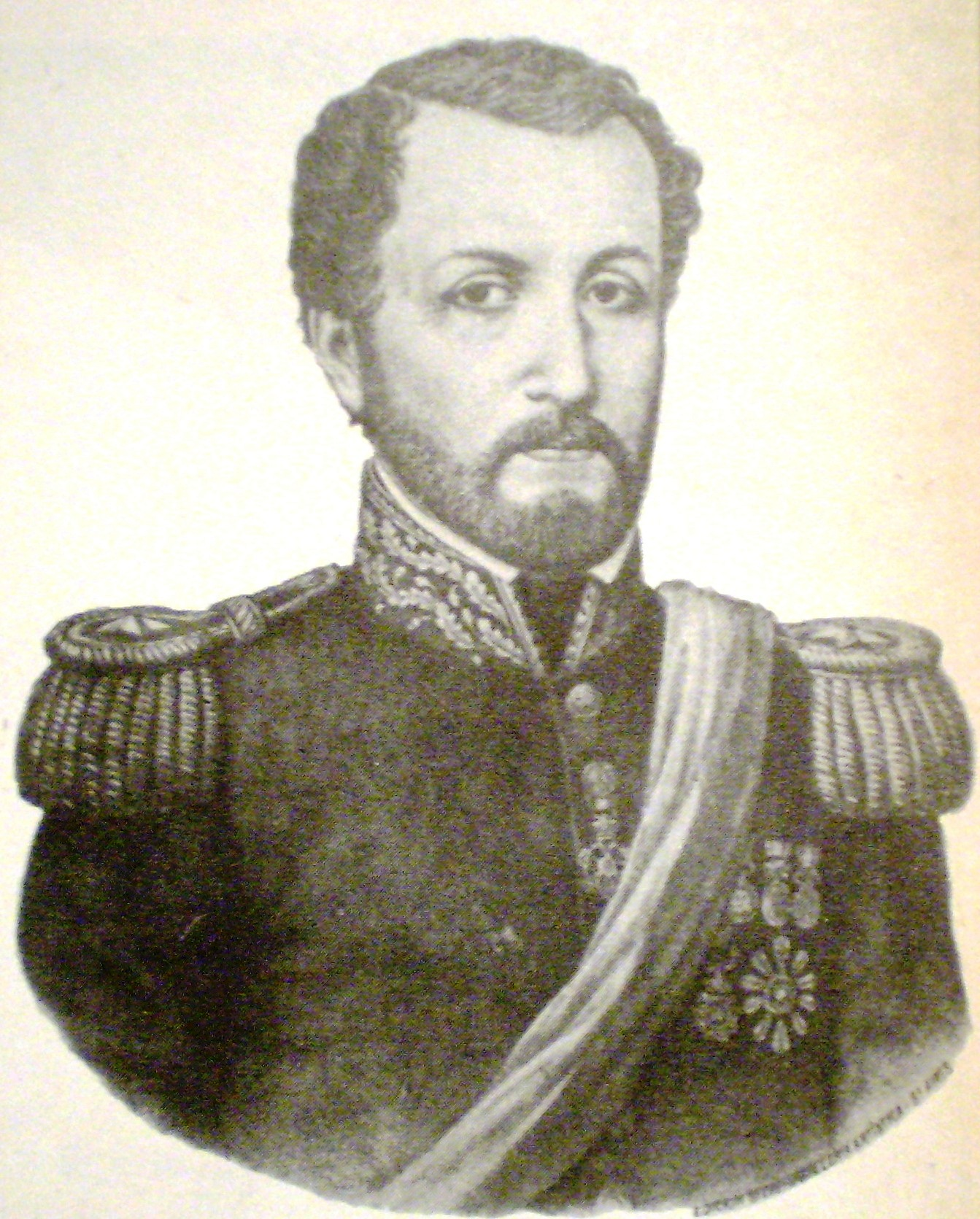
General Juan Lavalle.

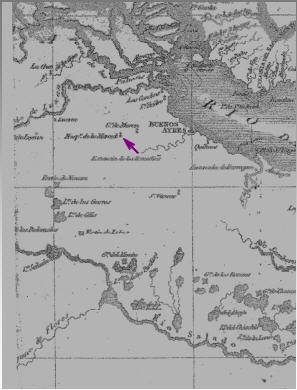
Mapa confeccionado en Londres de 1826 en donde aparece el pueblo de Merlo con el nombre de Hospicio de la Merced.

Un acontecimiento histórico recordado en Merlo fue el acampe del ejército unitario del general Juan Lavalle en el pueblo de Merlo en 1840, en la actual Plaza Fundador Francisco de Merlo, esperando infructuosamente que la población de la campaña bonaerense se levantara contra Juan Manuel de Rosas.
Entre 1838 y 1852, el partido de Morón tuvo por juez de paz a Tomás Fernández de Cieza, hombre incondicional a Rosas. Contra lo que se ha dicho tradicionalmente, este no tenía su centro de operaciones en el pueblito de Morón sino en el de Merlo, donde era propietario de dos casas. También poseía estancias en Morón, Lobos y en Escobar. La suerte de Fernández de Cieza estuvo curiosamente ligada al destino del Restaurador, pues murió a las pocas horas de haber sido este, vencido en Caseros. Cuando el gobernador de Buenos Aires fue derrotado por Urquiza, en efecto, las tropas rosistas buscaron amparo en la estancia de Fernández de Cieza, y acaso para perpetrar algún tipo de venganza ataron al juez de paz a un catre y lo quemaron vivo.
En 1841 el mismo Tomás Cieza escribe que está en «... las ruinas de la Capilla de Merlo...»
En 1821 el gobierno de la Provincia de Buenos Aires expropia los bienes de la orden y las tierras se las arriendan a Juan Torres. En 1836 el Estado vende las tierras al juez de paz de Morón, Juan Navarrete, quien en 1852 se las vende a su vez al irlandés Thomas Gibson Pearson.
El pueblo de Merlo renació en 1859 gracias al esfuerzo del empresario y político Juan Dillon, hijastro de Pearson y administrador de sus propiedades.
Se puede afirmar que la segunda fundación de Merlo en 1859 fue el producto de un negocio inmobiliario con vista a la próxima extensión del Ferrocarril del Oeste hacia la campaña bonaerense.

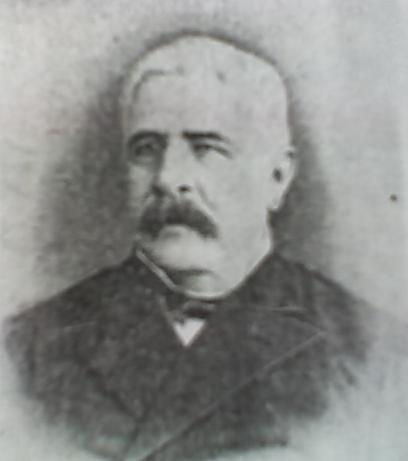
Juan Dillon

Dillon era hijo de Manuela Calderón y Aguado, propietaria de una estancia de 1739 hectáreas que circundaba el pueblo por sus cuatro costados. Las tierras eran de escaso valor y Dillon tenía un obvio interés en fomentar el crecimiento de este pequeño poblado rural para sacar rédito de la venta de solares y a diferencia de lo que sucedía en Morón — al que La Roche quiso dársele un semblante señorial y exclusivista — Dillon ofrecía lotes a precios accesibles, lo que permitiría que se asentaran en él familias de todos los estratos sociales.

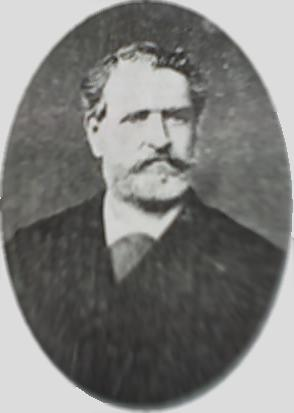
Pedro Benoit

Aunque contaba con más de un siglo de antigüedad, la villa de Merlo jamás había progresado. La circunstancia de hallarse de la jurisdicción del partido de Morón fue una de las causas que detuvo su crecimiento. Los vecinos de aquel alicaído poblado sabían que no podían esperar mucho de las autoridades municipales, que residían en la pujante villa de Morón y solo ponían atención en el progreso del pueblo cabecera. Ya en 1855 un grupo de vecinos se reunió para crear una Comisión de Fomento del Pueblo. En noviembre de 1858, Juan Dillon, como prefecto militar, juez de paz de Morón y propietario de terrenos en las cercanías, fundó la segunda Comisión de Fomento del Pueblo de Merlo, que integró junto con los vecinos Manuel Rodríguez, Henry Smith y Fernando Pearson. En febrero del año siguiente, aprovechando la presencia del agrimensor Pedro Benoit en Morón, solicitó a Bartolomé Mitre, ministro de gobierno, que autorizara la mensura del poblado:

... llama la atención tanta pobreza en medio de tanta belleza, en Capilla de Merlo no existe más que la ruina de un templo. El terreno es elevado y fértil...

Luego agrega:

El pueblo de Merlo, si tal puede llamarse a una aglomeración irregular de chozas no puede regularizarse sin la ayuda de un agrimensor... El trabajo que tiene que ejecutar en Merlo es de poca consideración, pues bastará la traza de trece manzanas en contorno de la iglesia que va a construirse...

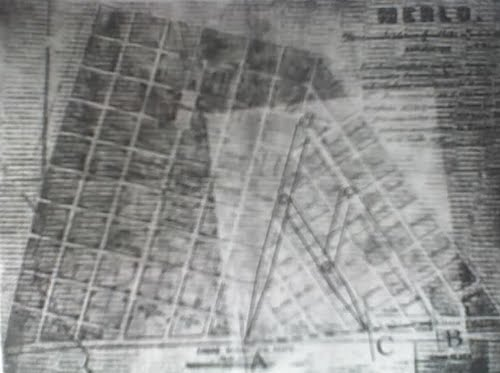
Mapa de Merlo en 1870, con el compás masónico superpuesto

Con la conformidad del ministro, Benoit inició los trabajos de medición en junio y al mes siguiente presentó un plano de la nueva traza del poblado. Según el historiador merlense Aldo Capece, Benoit diseñó el trazado del pueblo de Merlo ha sido inspirado en símbolos de la masonería. De hecho el compás masónico se puede ver en el diseño del pueblo, con su vértice en la Plazoleta Sarmiento, uno de sus extremos en la Plaza Mitre y otro en la Plazoleta Rivadavia.
En 1857 se había inaugurado el primer ferrocarril en Argentina y en los años siguientes la compañía planeaba extenderlo hacia el oeste. El ingeniero William Bragge, director las obras, planeaba que el ramal correría en forma más o menos paralela al camino de Gaona — hoy Autopista Acceso Oeste — buscando el mismo vado que cruzaba este sobre el arroyo Morón. Al hacerlo, sería necesario construir un nuevo puente que hiciera pie en las tierras del empresario francés Augusto La Roche. Pero en febrero de 1857, cuando comenzó la exploración del terreno para prolongar la línea hasta Morón, Juan Dillon, el juez de paz del partido, convenció a Bragge que tendiera las vías más cerca del pueblo de Morón y por ende, más cerca del pueblo de Merlo y de sus tierras. El periódico El Nacional comentó el episodio: «El Sr. Dillon, juez de paz de Morón, a más de prestarles cuantos auxilios y conocimientos le permitía su posición, lo ha acompañado dos días consecutivamente en sus exploraciones, indicando él mismo al ingeniero una modificación de la línea, que evita cerca de Morón, aproximándola más al pueblo, una bajada y una subida onerosas, por los trabajos de nivelación que requieren».
Desde la Iglesia de Nuestra Señora de la Merced, edificada por el arquitecto español Antonio Ayerbe en el mismo lugar en donde se levantaba la capilla de Francisco de Merlo, partía la Avenida 25 de Mayo que conectaría al pueblo con la planeada estación de ferrocarril. Esta fue edificada más al oeste del lugar proyectado, lo que obligó a trazar un nuevo camino, perpendicular a la anterior avenida, el que fue bautizado como Avenida Ituzaingó, la actual Avenida del Libertador San Martín.
Alrededor de la estación de ferrocarril, edificada a un kilómetro del pueblo, creció un pequeño asentamiento, y los dos pueblos comenzaron a fusionarse en lo que hoy es el distrito de Merlo Centro, cabecera de la ciudad y del partido.

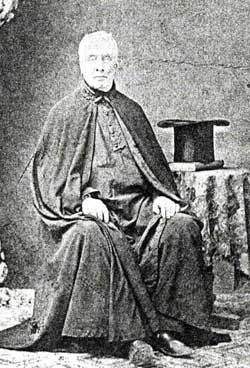
Padre Anthony Dominic Fahy.

Manuela Calderón y sus hijos Juan Dillon y Fernando Pearson hicieron entrega –en este caso gratuita – de los terrenos que se necesitaban para establecer la estación y dos plazas públicas. El móvil de esta donación era valorizar los lotes que pretendían subastar, como lo expresa con toda claridad la escrituración a favor del Ferrocarril del Oeste: hacían la cesión «sin otro objeto que el de aumentar el valor de los que se reservaba». Se impuso en Merlo el mismo modelo de tres plazas que se repetiría en Morón y en Moreno: una institucional cercana a los edificios cívico-religiosos — la Plaza Fundador Francisco de Merlo — otra inmediata a la estación — la Plaza Mitre — para que se concentraran allí pasajeros y coches de alquiler, y una tercera, más espaciosa, para carga y descarga de frutos.

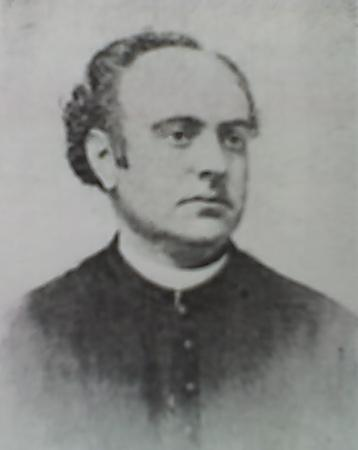
Patrick Joseph Dillon.

Para mediados de 1862, el pueblo de Merlo había comenzado a cambiar su fisonomía. Tras haberse amojonado y ampliado su traza, se habían repartido solares en su casco antiguo y comenzaron a edificarse viviendas. Asimismo, se obligó a quienes poseían lotes baldíos a que los poblasen y cercasen. También se abrió una escuela mixta, cuyo elegante edificio debió mucho a las donaciones de Dillon. Para aquel entonces, solo concurrían a ella veinte niños, pero la Comisión de Fomento atribuía la escasa matriculación a la severidad de aquel invierno. Finalmente, se levantó una nueva iglesia, que reemplazó a la ruinosa capilla anterior, construida en el siglo XVIII.
Cuando en 1864 se inaugura la nueva iglesia de Merlo, el arzobispo de Buenos Aires, Moseñor Escalada no le envía un cura párroco aduciendo que por la pobreza del pueblo, no podrían mantenerlo, pero el verdadero motivo era que las principales figuras del pueblo eran masones. Ante esta situación, Dillon recurre a la ayuda del jefe de la comunidad irlandesa, monseñor Anthony Dominic Fahy para que le enviase un cura párroco. Fahy, quien solía recibir a sus compatriotas en el puerto con el eslogan «¡Go West!» — ¡Vayan al Oeste!, invitándoles a que se dediquen a la cría de ovejas al interior de la provincia — le envía al sacerdote Patrick Joseph Dillon como primer cura párroco de la Iglesia de Nuestra Señora de la Merced.

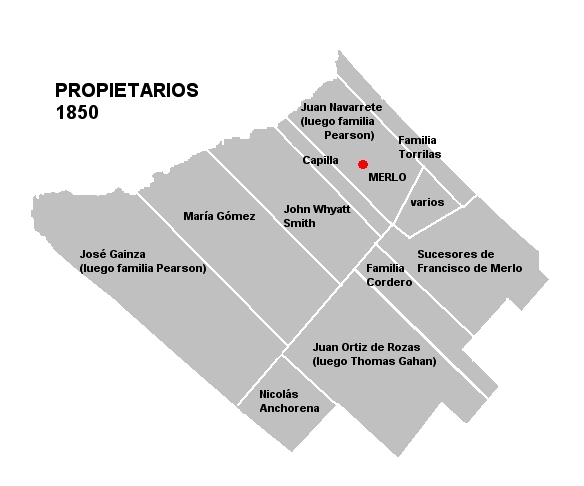
Propietarios en 1850.

Todos estos emprendimientos fueron llevados a cabo sin la aprobación de las autoridades de Morón que protestó por la manera en que la Comisión de Fomento del Pueblo de Merlo se conducía como si fuera una municipalidad de facto. El conflicto culminó cuando Merlo consigue su autonomía de Morón en 1864, en el mismo año en que Juan Dillon nuevamente se desempeñaba como Presidente de Municipalidad de Morón.
El resultado del negocio inmobiliario fue decepcionante. En 1870 no habían sido vendidas más que dos manzanas de las veintinueve que Dillon poseía en el pueblo y algunas parcelas más pequeñas que no llegaban a sumar dos manzanas más.
En 1870, tras la muerte de su madre, Dillon dejó el negocio inmobiliario en manos de sus hermanastros, Fernando, Tomás e Isaac Pearson. El primero recibió catorce manzanas en el pueblo, además de otros terrenos junto a la estación de ferrocarril, mientras que a los otros dos se les entregaron fracciones menores. Dillon se conformó con recibir en herencia los terrenos de chacra que ya explotaba en vida de su madre que se encontraba en los fondos de la actual Iglesia de San Antonio de Padua.
Los hermanos Mulhall hacen una descripción del pueblo de Merlo en la década de 1860:

Merlo es un insignificante caserío habitado por unos pocos cientos de personas, un Juez de Paz, Municipalidad, colegios públicos, y una capilla gótica. El anterior Juez de Paz fue Don Juan Dillon, un caballero de ascendencia irlandesa y hasta hace poco había un  cura irlandés, el reverendo J. P. Dillon, ahora Profesor Diocesano de Teología. Allí hay 18 casas residenciales. La construida por el Sr. Boyd es una magnífica casa de campo, y entre los residentes extranjeros se hallan los señores John Maclean, Blumstein, y Richmond. Existe un gran molino harinero en las proximidades del pueblo, perteneciente a los Sres. Blumstein y La Roche. En los próximos años se inaugurará el ramal del ferrocarril a Lobos que comenzará en Merlo. Juez de Paz Don Antonio Juárez, Jefe de Correo Don Juan Dillon, seis miembros de la Municipalidad, ingresos monetarios de la Municipalidad $ 250.000.  En las escuelas públicas concurren 40 niños y 43 niñas.

En otra parte del libro agregan:

El pueblo de Merlo es un lugar en donde las casas se encuentran desparramadas, con escasa población y una pequeña iglesia gótica. La escuela pública está a mitad de camino entre la estación y el pueblo, y cerca de allí se encuentra una casa de estilo inglés, que fuera de propiedad del Sr. Boyd. Muchas de las casas están en ruinas, y las puertas todavía pintadas de rojo, un recuerdo de los tiempos de Rosas.

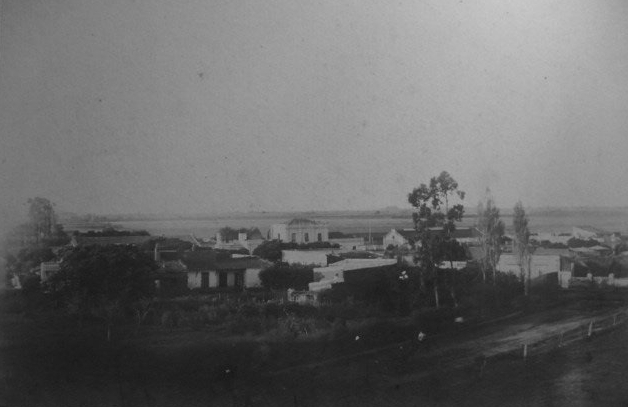
El «Pueblo de la Estación», 1880.

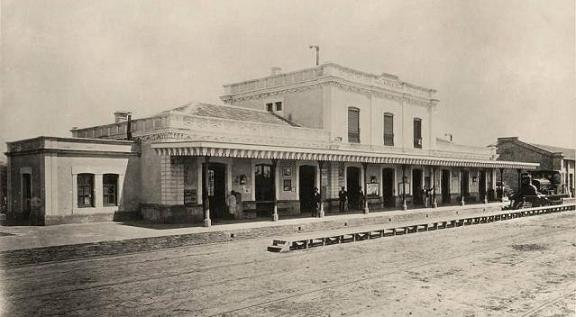
Estación Merlo 1880.

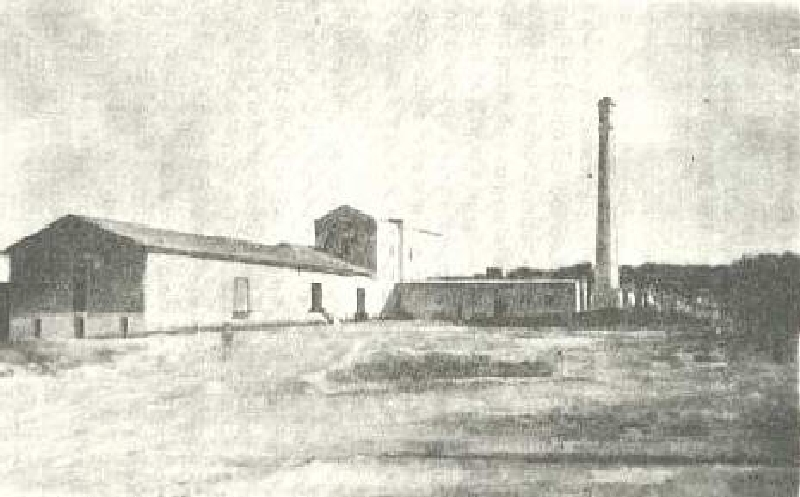
Molino harinero de Davout, 1870.

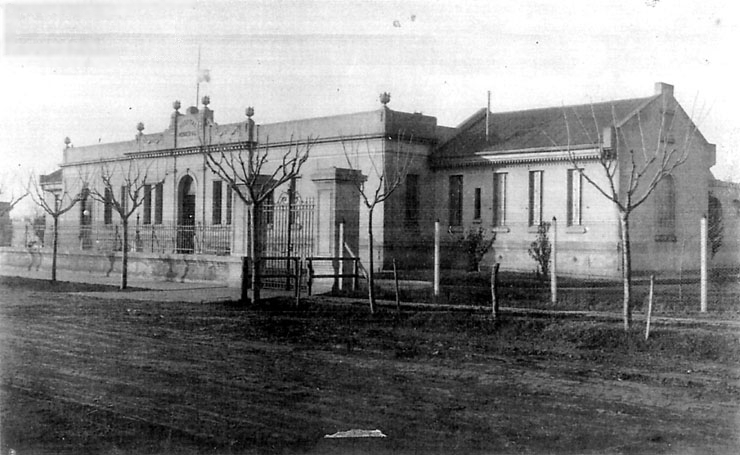
Hospital municipal, 1930.

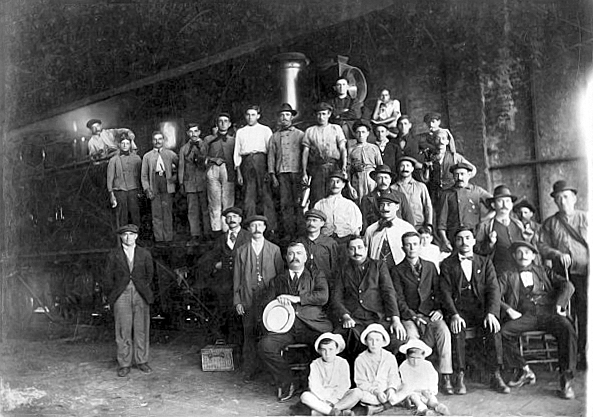
Empleados ferroviarios, principios.

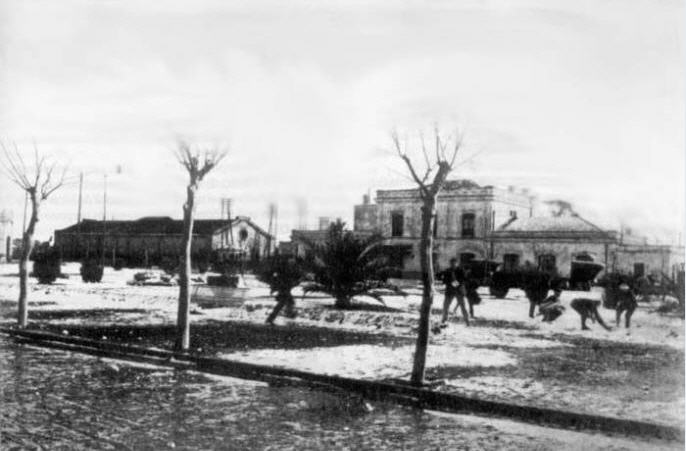
«Guerra de nieve» en Merlo, 1918.

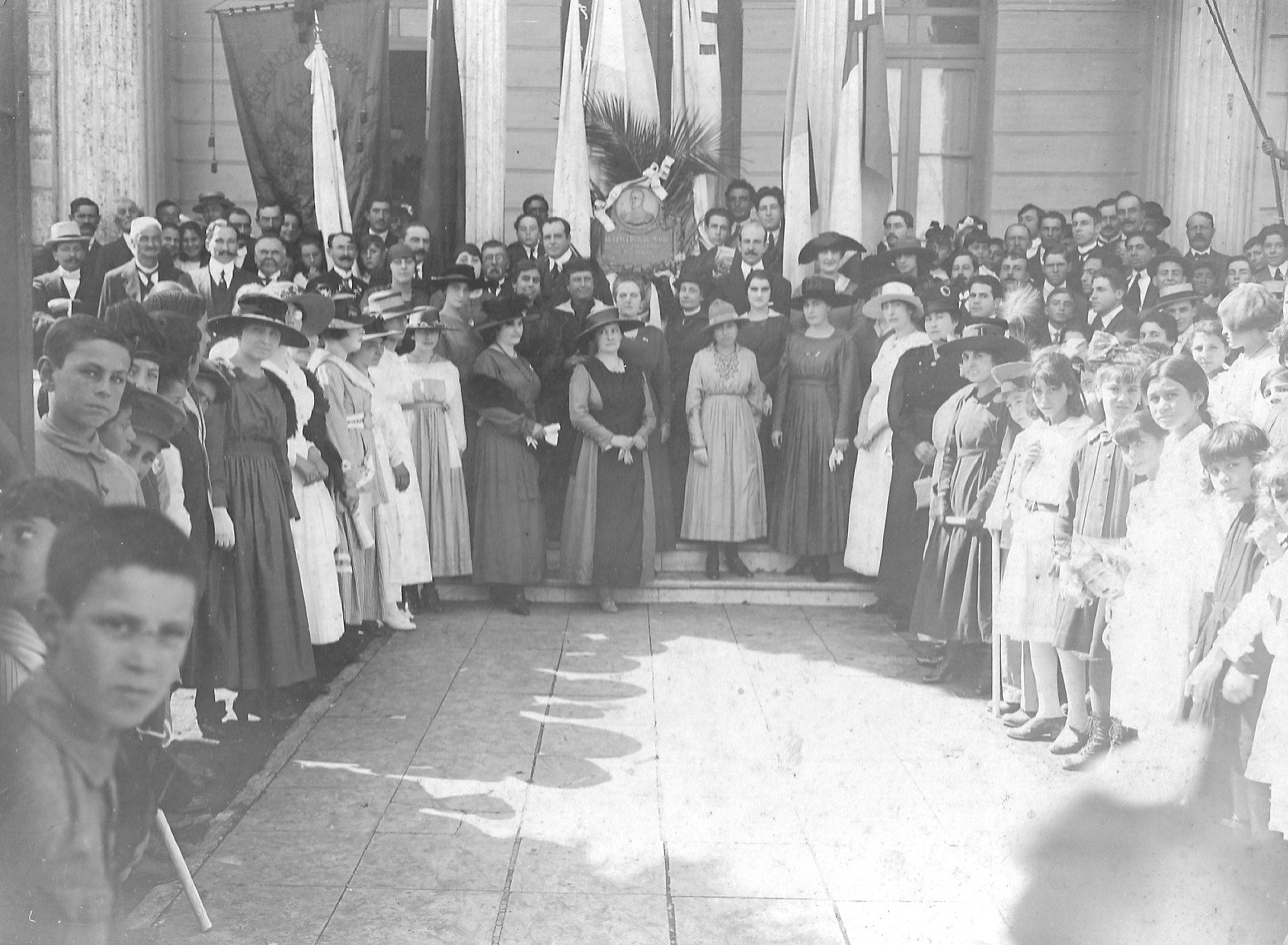
Miembros de la comunidad española, 1929.

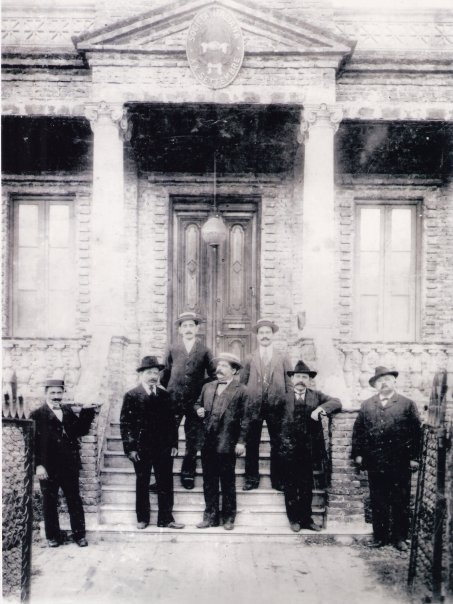
Miembros de la comunidad italiana, alrededor de 1920.

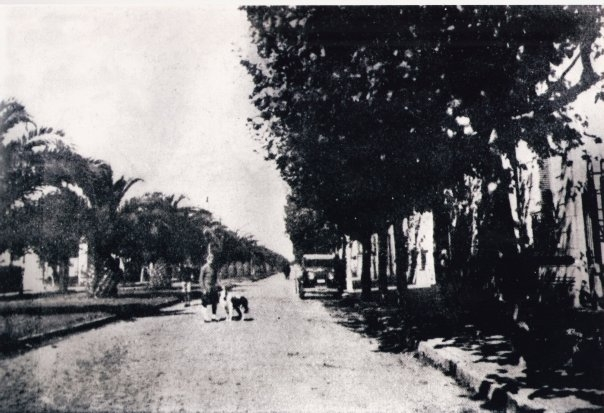
Avenida Ituzaingó (hoy del Libertador) en 1919.

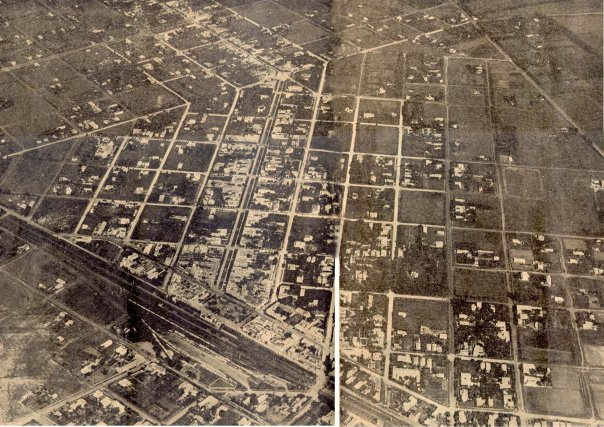
Vista aérea de Merlo, primera mitad del.

Hacia 1870 en las cercanías de Merlo se encontraban dos molinos harineros; el primero era el de propiedad del francés Davout y que aún se mantiene en pie en la vecina localidad de Paso del Rey. El otro molino era de propiedad del señor Podestá que se encontraba en las cercanías de Puente de Márquez. En la desembocadura del arroyo Torres en el Río Reconquista el señor Juan José Romero construyó un tajamar formándose así un pequeño lago artificial para el disfrute de su familia en las épocas de veraneo que dio nombre al lugar: Lago del Bosque.
En 1870 se desata una epidemia de cólera en la ciudad de Buenos Aires y gran cantidad de personas huían de la ciudad hacia la campaña. Muchas de esas personas eran atendidas en la estación Merlo y en campamentos levantados alrededor del pueblo. Dillon, Benoit y otros organizaron una comisión de salud pública para tratar de organizar a la población ante la catástrofe. Cementerio municipal, a las afueras del pueblo, se vio superado por la cantidad de muertos que se debieron enterrar y esto llevó a crear un nuevo cementerio, varios kilómetros de Merlo.
A mediados de la década de 1870 se habían diferenciado dos poblaciones con características propias: el pueblo antiguo o Pueblito, con cerca de un siglo y medio de antigüedad, bastante compacto, habitado principalmente por familias antiguas, dueños de estancia que establecieron sus casas en él, muchas de ellas lujosas para ese tiempo, y el pueblo nuevo o Pueblo, agrupado alrededor de la plaza de la estación, reducido prácticamente a cuatro manzanas y algunos edificios aislados. Entre estas dos poblaciones, que estaba unidos por la Avenida de la calle Real o Ituzaingó, se estableció una «cordial rivalidad»: los vecinos del Pueblito votaban al Partido Conservador y los de la Estación a la Unión Cívica Radical. En 1906 los vecinos de la Estación fundaron el Club Argentino en donde se jugaba fútbol, tenis y críquet, deportes practicados por los empleados ferroviario británicos que participaron en la fundación del club; en 1911 los vecinos del Pueblito fundaron el Club Nacional qué décadas más tarde cambiaría el nombre por el actual Club Independiente.
En la década de 1870 se instala el primer alumbrado público con faroles alumbrados a kerosene y gas acetileno. En 1871 se funda la Sociedad de Beneficencia. En 1873 se realiza el trazado de la plaza de la estación: la Plaza Bartolomé Mitre (hoy Plaza Presidente Kirchner). En 1876 se abre el Camino a Puente de Márquez, la actual Avenida Yrigoyen, un camino de tierra que unía a Merlo con Puente de Márquez. Entre 1865 y 1870 Juan Dillon fue el jefe de correo de Merlo; como era costumbre en aquella época, las cartas y encomiendas dirigidas a Merlo tenían como única dirección la estación de ferrocarril. En 1872 se inaugura el abasto de carne en las afueras mismas del pueblo, en la propiedad de Estevarena, en donde hoy se encuentra el predio municipal Quinta La Colonial. En 1870 se inaugura el servicio de trenes que desde aquel año une a Merlo con la ciudad de Lobos y con toda la cuenca lechera de la región.
El vecino de Merlo e historiador Pedro Díaz describe como era el pueblo a mediados de la década de 1870:

En el trayecto desde el Pueblito a la estación (hoy Avenida Libertador), había que recorrer forzosamente siete cuadras rodeada de manzanas casi desiertas, con muy pocas edificaciones, la de los Sres. Pereyra, Richmond y Mac Lean, y la más antigua, la del Sr. Velazco.(...) A ambos lados de la calle Real corrían dos paralelas, Juncal y Sarandí, prácticamente cubiertas por cardos, biznaga, cicuta, manzanilla, etc. que las obstruían, y de tanto en tanto, se conectaban con la principal. Fuera de estas existían los baldíos y todo era campo donde se encontraban toda clase de animales, culebras, víboras, lagartos, cuises, liebres perdices, etc. y cuanta ave habita en la pampa. Esto duró hasta los años de la década del treinta de nuestro siglo.

El maestro Francisco Brunet describe como se celebraban el carnaval en Merlo en la década de 1890:

El Carnaval se celebró con entusiasmo durante varios años corsos, como así denominábamos a la caravana de vehículos que recorrían la calle real y el «boulevard» desde la plaza de la Iglesia a la de la Estación, al atardecer, pues la poca luz del alumbrado público a kerosene no permitía hacerlo de noche.

Tengo bien presente el ambiente de sana alegría, cortesía y amabilidad que reinaba en esos corsos primitivos, sin que la juventud de esa época la enturbiara con notas groseras o incorrectas. El iniciador de esos corsos fue Don José A. Dillon y el local en el cual nos reuníamos era el almacén de Mazzini, que por su ubicación, era en cierta manera, era el punto neutral de esa pequeña rivalidad entre lo que se denominaba «el pueblito» y «la estación». Hubo comparsas de niños bien disciplinados y uniformados; las tertulias de disfraz eran frecuentes, y no eran pocas las casas de familia en las que el juego de agua se hacían con entusiasmo. Las carreras de caballo que tenían lugar los domingos en la calle que pasaba por el costado de la plaza de la Iglesia, en dirección al ferrocarril, atraía a los aficionados a los caballos o a las empanadas que allí se vendían...

En 1885 se funda el Club Social presidido por el capitán de navío Eyroa, club que funcionó hasta 1895.
Por la misma época se había organizado la banda de música del pueblo creada por el inmigrante italiano Bernardo Moretti —por muchos años director de la escuela del pueblo— y conformada por los señores Prack, Landaburu, Campi, y por los jovencitos Víctor Mercante, Jorge Goulú y otros.
A las 0.20 del 5 de junio de 1888 (136 años), cimbronazo por el terremoto del Río de la Plata de 1888, repitiéndose el 30 de noviembre de 2018, con una potencia Richter de 3,8.
En el año 1894, la comunidad italiana en Merlo, que había reemplazado a la comunidad irlandesa en número e importancia, funda la Societa Italiana XX Settembre, organización comunitaria que se constituyó para defender los intereses de los italianos en la región. En 1904 la Societa Italiana construye un palacete de estilo neoclásico en donde funcionaría el primer cine de Merlo cuando llega la electricidad al pueblo en 1915 (en 1913 se había inaugurado la primera usina eléctrica en donde hoy se ubica el edificio de EDENOR). En 1899 la comunidad española hace lo propio fundando la Asociación Española de Socorros Mutuos de Merlo «Unión»; la asociación, con el tiempo, inauguraría el club Sociedad Española de Merlo SEDEM, que por décadas fue el centro de reunión y esparcimiento de la juventud en Merlo.

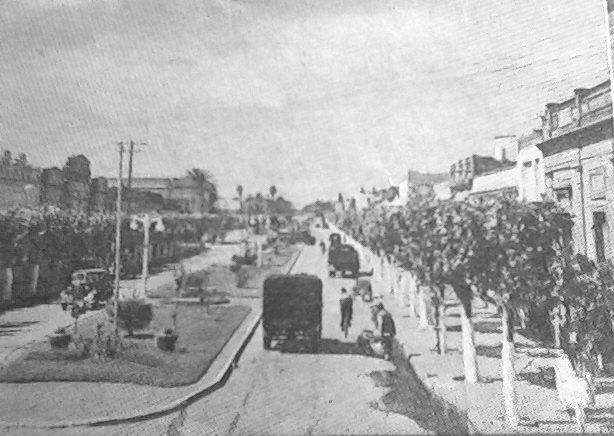
Av. del Libertador, 1950.

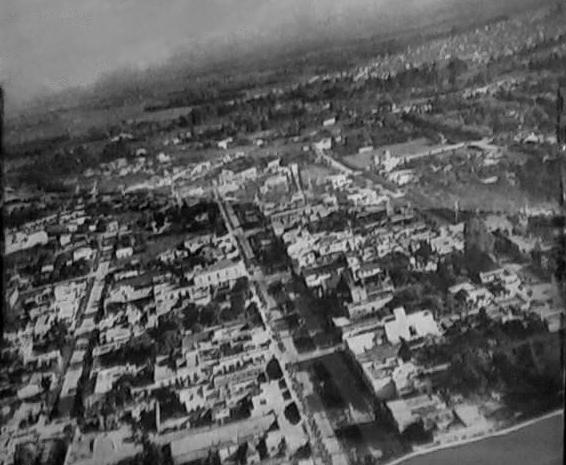
Merlo, 1950.

En 1913 la avenida principal — que hasta entonces era un camino de tierra — es adoquinada y es 1938 el adoquín es reemplazado por asfalto. Con el adoquín retirado se adoquinan la calle San José y la Avenida 25 de Mayo, la que será asfaltada recién en la década de 1970. En 1928 la empresa "La Argentina" inaugura el primer servicio de transporte público de pasajeros en Merlo con dos automóviles Ford A.
Hasta bien entrada la década de 1920 Merlo no tenía hospital y por tal motivo se formó una comisión Pro-Hospital precedida por el doctor Ángel Lagomarsino, quien encabezó las gestiones y el hospital se inauguró el 8 de septiembre de 1929.
En el mismo año de 1929, durante la administración del gobernador Valentín Vergara, se asfalta el tramo del Camino del Oeste actual Avenida Rivadavia que se extiende desde Morón hasta Merlo y también se asfalta el camino que une a Merlo con el pueblo de Libertad, actual Avenida de la calle Real. En la década de 1940, durante la administración municipal de Manuel Fresco, se asfalta el Camino Merlo-Navarro, actual Ruta Provincial 40 y el camino que une a Merlo con Pontevedra.
Aldo Capece relata en su libro Merlo Mío, como se celebraba el Día de la Raza en Merlo a principio de la década de 1930:

Por la mañana, a eso de las siete, Maroto Decombe daba por comenzado el evento con una salva de bombas de estruendo que disparaba desde un mortero que hacía funcionar en la plazoleta Sarmiento (…) Con paso firme, avanzaba la banda municipal de Merlo sobre el adoquinado que los conducía al Prado Español (…) En la vanguardia venían los bronces de Fiorentino, Jardi y Dubreuill, los que reflejaban una luz dorada sobre los gaiteros que flanqueaban la banda municipal.  Los gaiteros vestían de blanco con boina y fajas rojas. Cuando la banda terminaba de sonar una marcha o un pasodoble, arrancaban los gaiteros. Delante de ellos (…) avanzaba don José Rico vestido de traje y boina negra (…) Al mediodía se serviría una gran paella en el Prado Español (…) Por la noche tendrían lugar las romerías (…)

Con el correr del tiempo, Merlo fue destino turístico de los vecinos de Buenos Aires, que solían pasar los veranos en la campaña y se bañaban en las aguas del Río Reconquista, que con sus recurrentes inundaciones, permitía el cultivo de arroz en su ribera.
En la década de 1940 la Avenida Ituzaingó contaba con un alto parlante en cada cuadra, que se conectaban desde el edificio de la Municipalidad. Los días de semana se propalaban noticias y música y los días domingos se pasaba música para animar los bailes familiares que se organizaban en la Plaza del Mástil.
Los vecinos solían pasar el tiempo libre haciendo deportes en los clubes el Nacional y el Argentino, bailando en el Prado Español o en los bailes que se organizaban todos los domingos en la plaza Sarmiento, viendo cine en el cine Gran Merlo, o encontrándose en el Café La Puñalada o en la Heladería de Mario.
Por aquellos años el Club Nacional (actual Club Independiente) tenía su campo de juego en la manzana ubicada entre las calles Perú, Juncal y Libertad, frente al Palacio Rico. Todos los domingos por la tarde en ese predio se desarrollaban los encuentros de fútbol entre los equipos locales el Club Nacional, el Club Argentino, El Fortín, el Club Laureles y Midland y años después se disputaron los partidos del campeonato regional de lo que se conoció como la Liga del Oeste, en donde participaban además Los Indios de Moreno y equipos venidos de Marcos Paz e Ituzaingó.
En la década de 1940, ante la llegada masiva de inmigrantes del interior del país, Merlo deja de ser un tranquilo pueblo de provincia para ser parte del populoso Gran Buenos Aires. El perfil urbano consolidado fue el de una zona residencial, con el tipo de vivienda de chalet californiano.

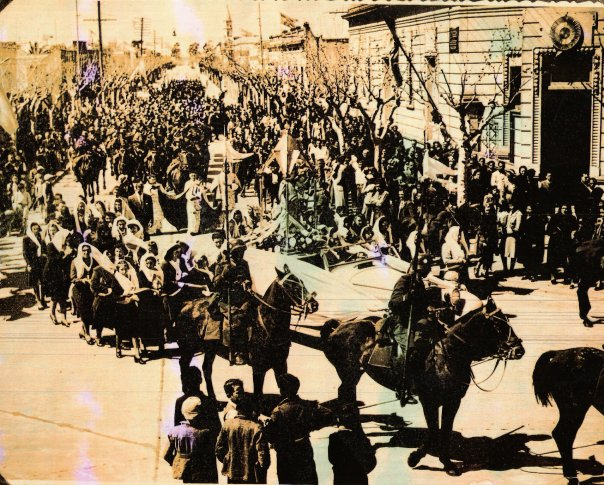
Fiestas patronales, 1940.

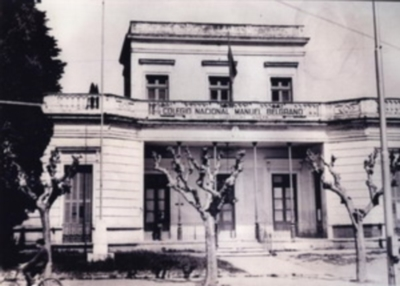
Colegio Nacional Manuel Belgrano Merlo, 1960.

Si bien con la fundación de la Villa San Antonio del Camino en 1755 se le otorgaba al pueblo el estatus de ciudad según las Leyes Españolas, el 19 de agosto de 1955 el pueblo de Merlo es declarado oficialmente ciudad, ahora según la ley argentina.
En 1950 la Avenida Ituzaingó cambia su nombre por Avenida del Libertador, al conmemorarse el centenario de la muerte del general José de San Martín.
El pueblo de Merlo, que hace ese entonces se limitaba a unas pocas manzanas que bordeaban la avenida principal, multiplicó su extensión varias veces y el pueblo se extendió rápidamente hacia el interior, en donde antes había solo fincas y granjas lecheras, con humildes barriadas que alcanzaban las márgenes del distante Río Reconquista.
Al igual de lo que sucedía cien años antes, se consolidaron dos zonas bien distintas en Merlo: lo que fueran El Pueblito y La Estación ahora era conocido como Merlo Centro, un distrito de clase media que rodeaba a la estación de ferrocarril, con lugares de esparcimiento y diversión y que poseía todos los servicios públicos, y por otro lado, las populosas barriadas humildes de calles polvorientas que carecían de la mayoría de los servicio públicos elementales.
En la década de 1950 Merlo creció aceleradamente y a medida que crecía la población se crearon los primeros colegios secundarios en Merlo; uno de los primeros colegios secundarios públicos fueron el Colegio Bernardo Houssay y el Colegio Nacional Manuel Belgrano de Merlo, que comenzó a funcionar en 1960. En la misma década comenzó a funcionar la Escuela de Educación Técnica 1. En los años sesenta comenzaron a funcionar la Escuela Técnica 2 y junto con instituciones de educación secundaria de gestión privada como el Instituto Francisco de Merlo y el Colegio de las Consolatas, entre otras.
En aquellos años Merlo se encontraba rezagada con respecto a la pujante San Antonio de Padua y para crear un centro comercial más grande se decidió ampliar la Avenida Libertador, quitando el bulevar que reducía la calzada de la avenida.
En 1980, durante la intendencia del comodoro Luis Pastor, se construye el puente vial Héroes de Malvinas. En ese mismo año la Municipalidad pone en funcionamiento la primera computadora que hubo en Merlo, destinada a procesar la información necesaria para la administración del municipio. En 1988 se remodela el hospital municipal y se le cambia el nombre por el de Hospital Municipal Eva Perón.
Merlo aún conserva el aspecto de pueblo tranquilo, de casas bajas aunque en 2010 se ha producido un desarrollo inmobiliario con la construcción de pequeños edificios de cuatro y cinco pisos de altura.

### Intendentes
| Mandato   | Intendente                | Partido               |
| --------- | ------------------------- | --------------------- |
| 1958-1962 | Ernesto Rendich           |                       |
| 1962-1963 | César H. Garat            |                       |
| 1963      | Cnel. César Fragni        |                       |
| 1963-1964 | Carlos A. Lagomarsino     |                       |
| 1964-1966 | Francisco E. Mendiluce    |                       |
| 1966      | Tte. Cnel. Miguel Coquet  |                       |
| 1966-1967 | Vicecom. Héctor Schneider |                       |
| 1967      | Cnel. Mariano Moreno      |                       |
| 1967-1973 | Luis A. Monetti           |                       |
| 1973-1976 | Francisco Tomeo           | Unión Cívica Radical  |
| 1976      | Vicecom. Rogelio Moria    | De facto              |
| 1976-1978 | Com. Alberto Orsolini     | De facto              |
| 1978-1981 | Com. Luis Pastor          | De facto              |
| 1981-1982 | Juan Brieva               | De facto              |
| 1982-1983 | Oscar Di Pascuo           | De facto              |
| 1983-1986 | Leopoldo Suárez           | Partido Justicialista |
| 1986-1987 | Mateo Zencich             | Partido Justicialista |
| 1987-1991 | Gustavo Green             | Partido Justicialista |
| 1991-1999 | Raúl Othacehé             | Partido Justicialista |
| 1999-2002 | Hugo Guaux                | Partido Justicialista |
| 2002-2015 | Raúl Othacehé             | Partido Justicialista |
| 2015-2024 | Gustavo Menéndez          | Partido Justicialista |

## Geografía

### Sismicidad
La región responde a las subfallas «del río Paraná», y «del río de la Plata», y a la falla de «Punta del Este», con sismicidad baja; y su anteúltima expresión se produjo el 5 de junio de 1888 (136 años), a las 3.20 UTC-3, con una magnitud aproximadamente de 5,5 en la escala de Richter (terremoto del Río de la Plata de 1888). La última expresión sísmica se produjo el 30 de noviembre de 2018.
La Defensa Civil municipal debe advertir sobre escuchar y obedecer acerca de 
Área de
- Tormentas severas, poco periódicas, con Alerta Meteorológico
- Baja sismicidad, con silencio sísmico de 6 años

### Toponimia
Si bien el pueblo fundado por Francisco de Merlo alrededor de la capilla que construyó en 1727 para uso familiar a la que pone bajo la advocación de Nuestra Señora del Camino y San Antonio de Padua fue bautizado como San Antonio del Camino, ya a principios del siglo XIX se lo conocía como el "pueblo de Merlo", refiriéndose al hijo de su fundador que era su párroco.
En 1865 el partido adoptó el nombre de Partido de Merlo.

### La ciudad
A partir de la década de 1940 el viejo pueblo de Merlo pasa a ser uno barrio más de entre los muchos que surgen como consecuencia de las migraciones internas que dieron origen al Gran Buenos Aires, y comienza a ser conocido como Merlo Centro.

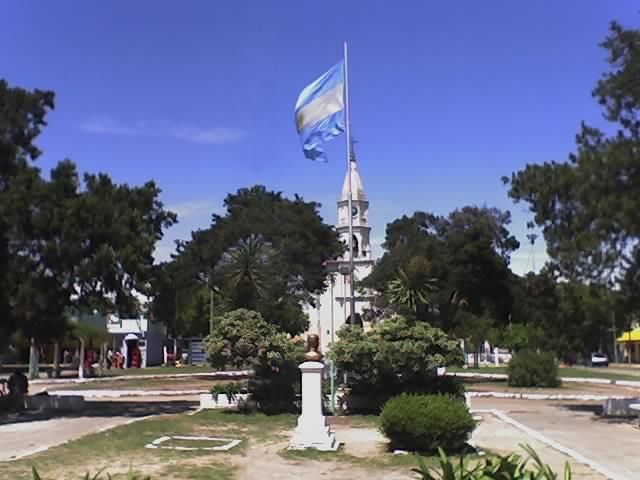
Iglesia Nuestra Señora de la Merced y Plaza Fundador Francisco de Merlo.

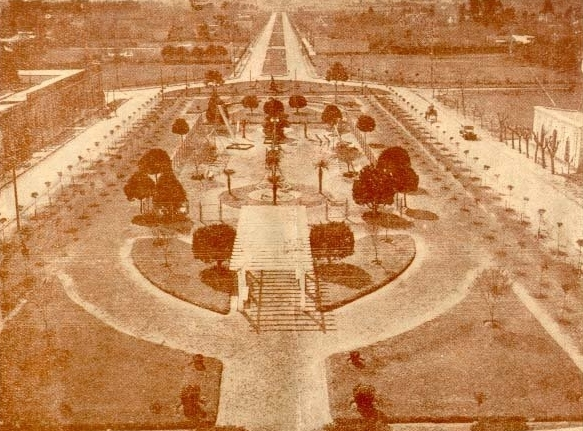
Plaza Uriburu, actual Plaza Fundador Francisco de Merlo, 1930, al fondo la Avenida 25 de Mayo.

Dentro de los límites de Merlo Centro se encuentra el Casco Histórico de Merlo que comprende a la Iglesia de Nuestra Señora de la Merced (en Av. Calle Real y Av. 25 de mayo), la Plaza Fundador Francisco de Merlo (frente a la iglesia), la casa de la Cultura y la Casa Museo (a un costado de la plaza), la Escuela N.º 1 y la Plazoleta del Mástil.

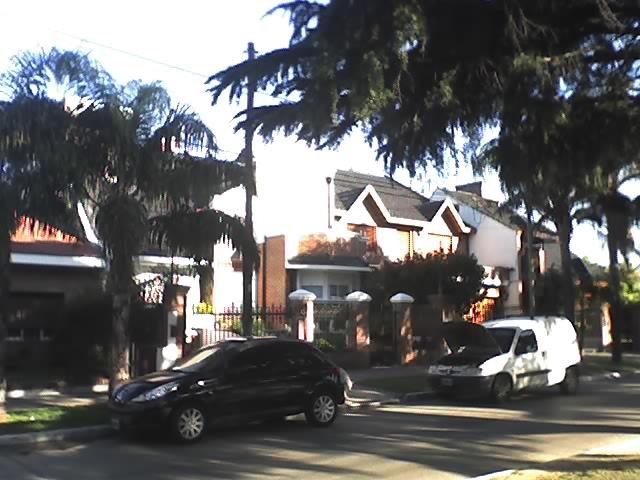
Avenida 25 de Mayo, zona residencial

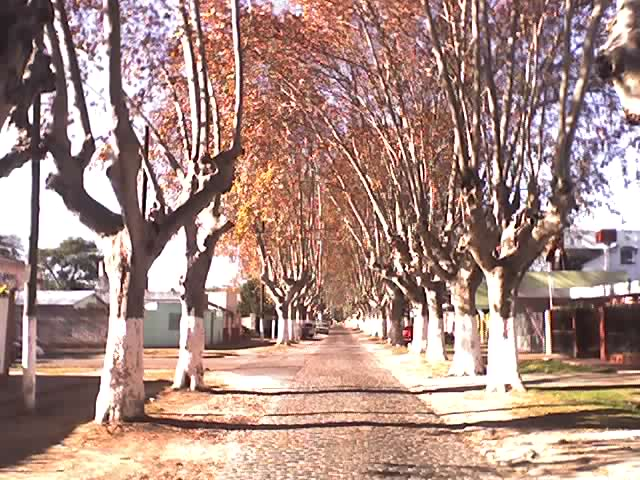
Calle San José

La Avenida 25 de Mayo, que une la Iglesia de la Merced con Avenida Rivadavia, se encuentra rodeada en el mencionado trayecto por imponentes residencias privadas. Desde la Plazoleta del Mástil, parte hacia el este la Avenida de la calle Real —antiguamente Avenida Vergara— y hacia el oeste la Avenida del Libertador hasta su término en la Estación Merlo y la Plaza Mitre. Alrededor de la mencionada avenida se encuentra el centro comercial y administrativo de la ciudad y del partido.

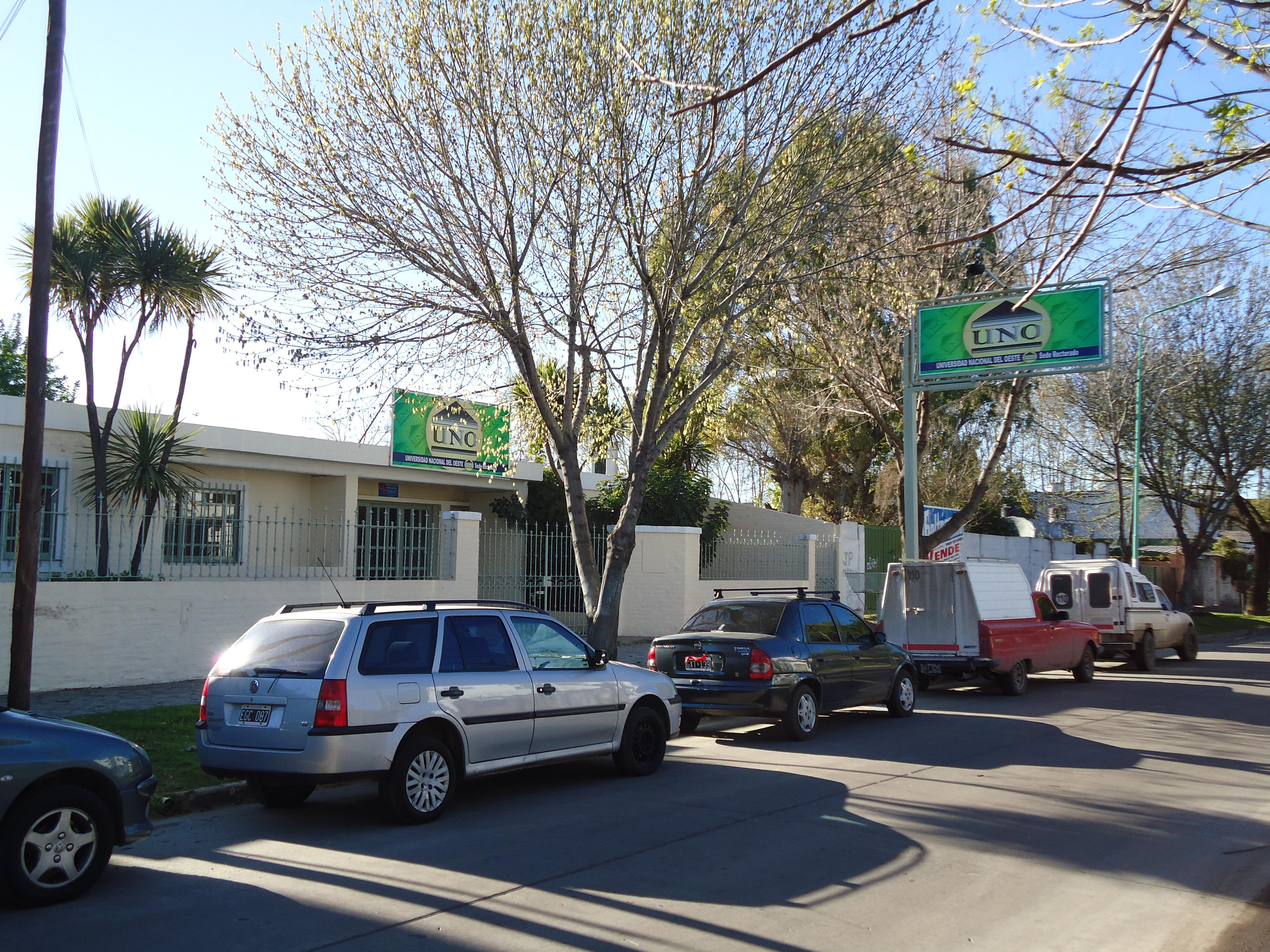
Rectorado de la Universidad Nacional del Oeste.

La arbolada calle San José que culmina en la quinta municipal La Colonial es la única calle de la ciudad que se encuentra adoquinada y se localiza dentro del triángulo que forman la Avenida Constitución, Avenida Argentina y calle Pucheu y que alrededor de 1860 fuese el solar del cementerio de Merlo antes de ser inaugurado el cementerio de Libertad.
En las inmediaciones de la calle San José, en la calle Jujuy 55, se ubica el edificio del rectorado de la Universidad Nacional del Oeste, universidad que se encuentra en pleno estado de organización, aún no definiéndose el lugar en donde se ha de ubicar la sede de la universidad ni las carreras que se han de cursar.

### Edificios históricos

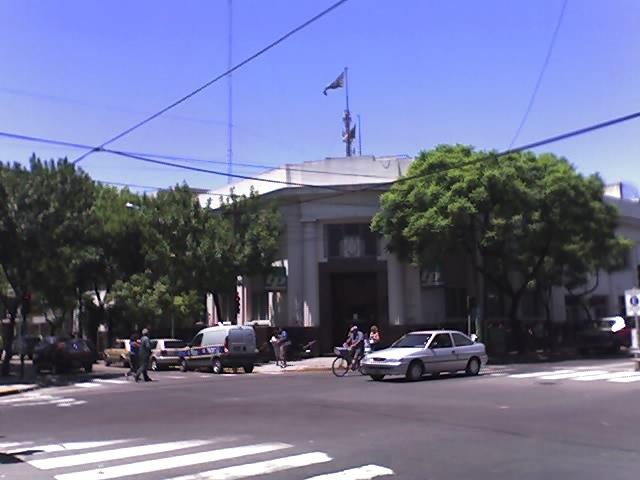
Edificio del Banco Provincia, sobre Av. del Libertador, inaugurado en 1949.

- Iglesia de Nuestra Señora de la Merced

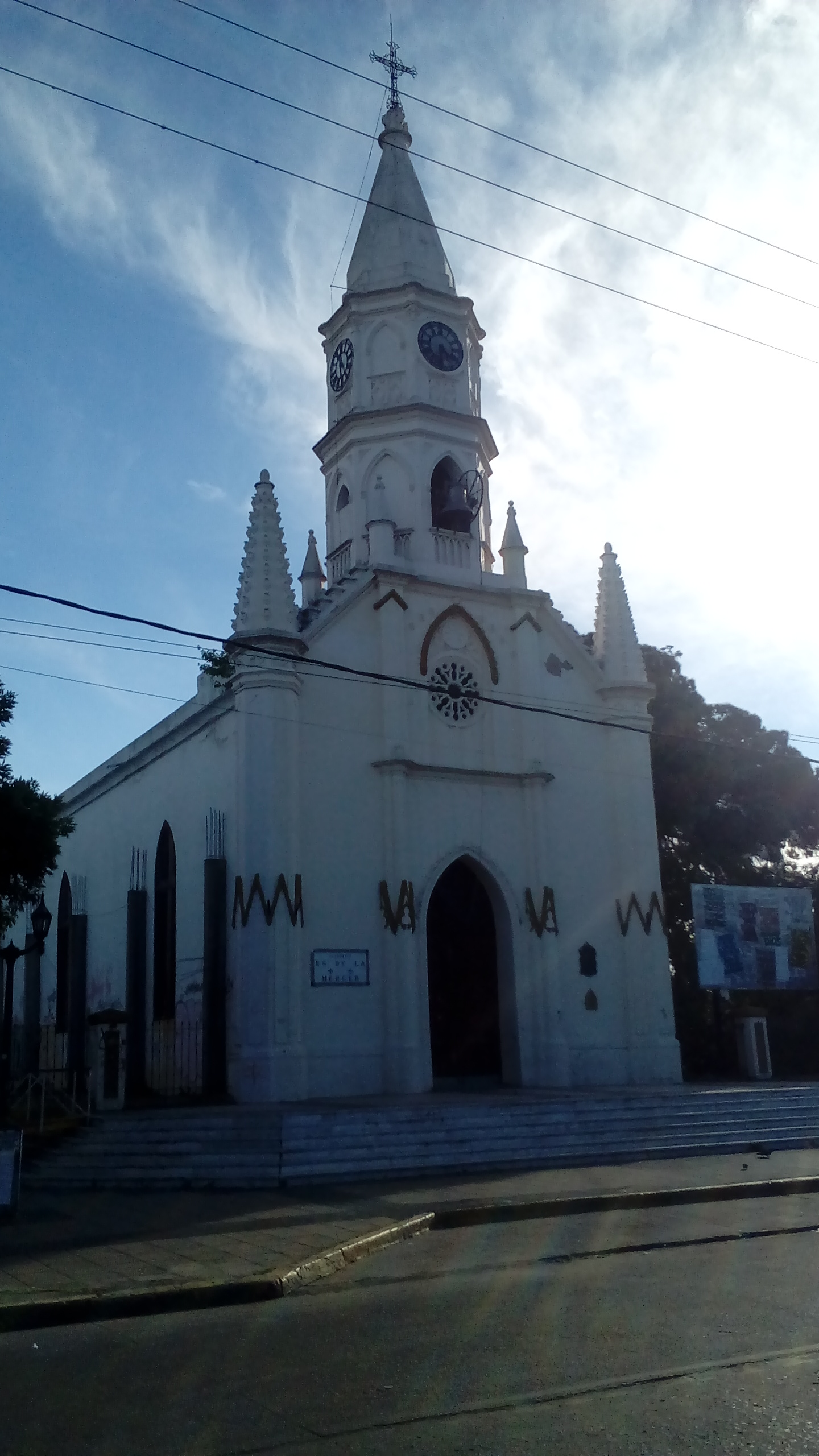
Antigua Iglesia de Merlo

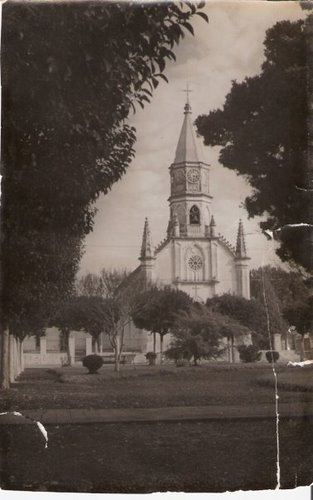
Iglesia de Nuestra Señora de la Merced, primera mitad del.

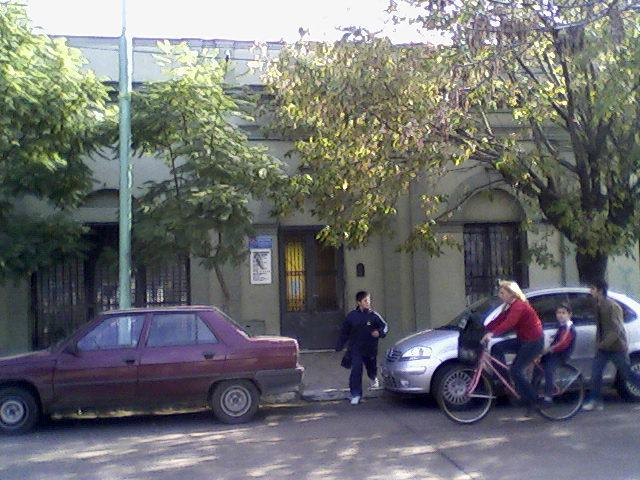
Residencia de la familia Sullivan.

La iglesia fue diseñada por el arquitecto Pedro Benoit —quien definió a su obra como de estilo gótico-ojival— y construida por el maestro albañil Antonio Ayerbe. El edificio se encuentra en el casco histórico, sobre la Avenida de la calle Real (ex Avenida Vergara) en el mismo solar de la capilla que Francisco de Merlo mandó a construir en 1728 y que hacia inicios del siglo XIX ya se encontraba en ruinas. El actual templo es la tercera iglesia que se levanta en el mismo lugar, contando el oratorio de Merlo de 1728 y la iglesia de los padres mercedarios que levantaron en 1771 restaurando el oratorio. El templo fue consagrado en 1864 y su primer cura párroco fue el capellán de la comunidad irlandesa Patrick Joseph Dillon. El vecino Manuel Rodríguez Fragio —a la sazón fundador del pueblo de Ituzaingó— fue benefactor de la iglesia cuando el edificio necesitó de reparaciones y mantenimiento.
En la década de 1970, cuando se levantó el adoquinado de la Avenida 25 de Mayo y se la asfaltó, se descubrieron túneles construidos por los Hermanos Mercedarios que partían de la iglesia y que eran utilizados para huir de los ataques de los indios pampas.
Cada 24 de septiembre se llevan a cabo las fiestas patronales en honor a Nuestra Señora de la Merced, siendo la fecha feriado administrativo en Merlo.
- Colegio Domingo Faustino Sarmiento

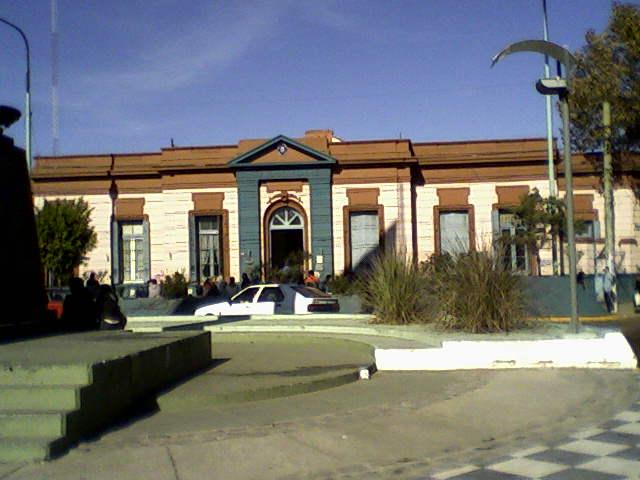
Colegio Domingo F. Sarmiento.

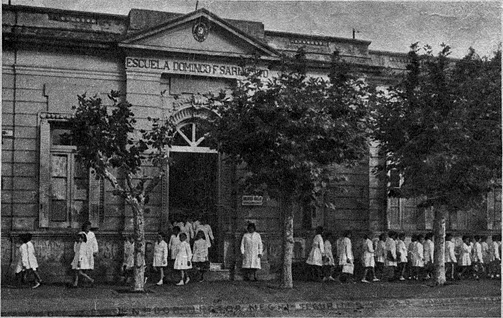
Colegio Domingo F. Sarmiento, 1962.

Construido en el solar donado por doña Manuela Calderón de Pearson y diseñado por Pedro Benoit, por sus aulas pasaron tanto los hijos de los fundadores del Merlo de 1859 como también todas las generaciones de merlenses hasta el día de la fecha. Fue el primer colegio del partido luego que la escuela de primeras letras que fundase Francisco de Merlo fuera cerrada en el gobierno de Juan Manuel de Rosas. El colegio es conocido popularmente como "el Mástil" por el mástil que sostiene la bandera que ondea en la plazoleta vecina, es encuentra en el inicio de la Av. del Libertador. Desde hace décadas en el mismo edificio funciona la escuela de educación secundaria Bernardo Houssay.
- Plazoleta del Mástil

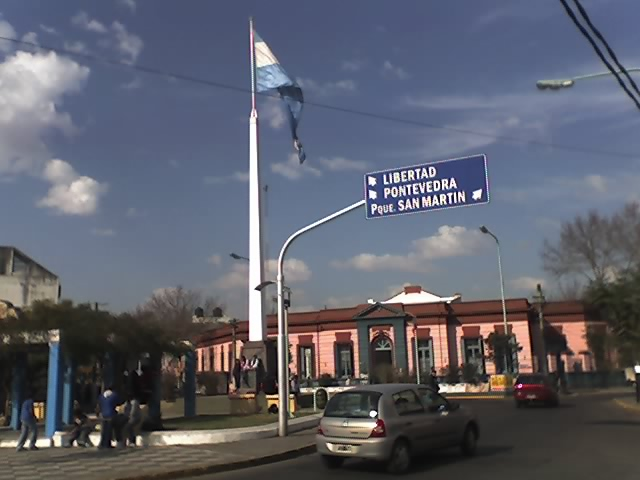
Plazoleta del Mástil.

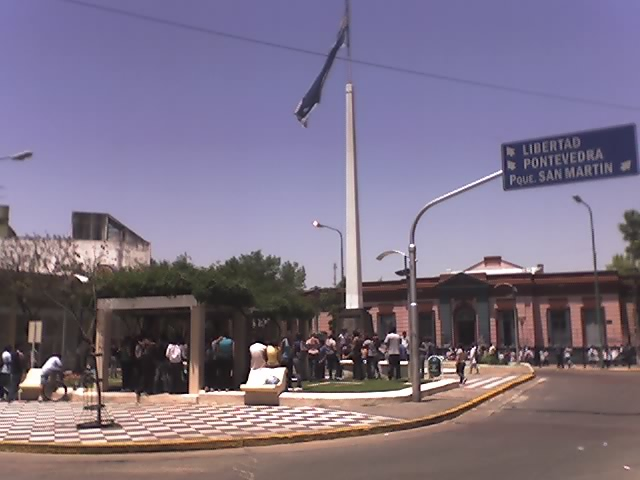
Festejos de fin de curso, 2009.

Punto de reunión para festejos populares, en la década de 1940 se solían organizar las fiestas de carnaval en donde asistían los vecinos de Merlo y los «veraneantes», personas que venían de Buenos Aires a pasar los fines de semana y veranos en la campaña bonaerense.
- Palacio Landaburu

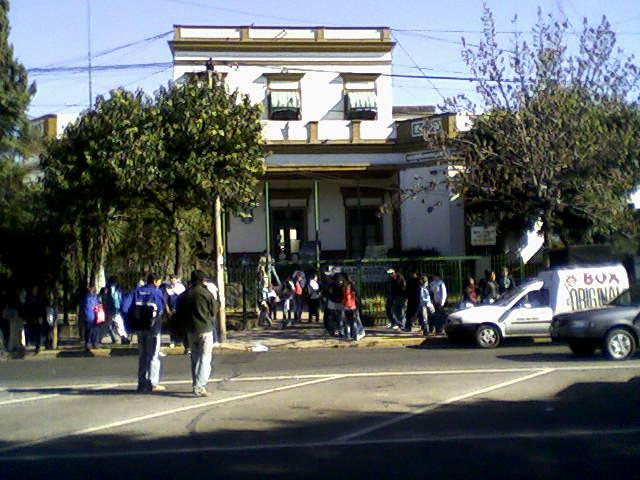
Palacio Landaburu.

El edificio debe su nombre a la familia Landaburu. La construcción de principio de siglo y es la única fachada histórica que existe sobre Av. Libertador San Martín.
Hacia 1880 el inmigrante vasco-francés Juan Landaburu se estableció con su familia en Merlo y se convirtió en un poderoso hacendado, siendo propietario de gran parte del actual Padua Norte que por aquel entonces se conocía como Villa Landaburu. Una de sus hijas se casó con Alejandro Sullivan (Intendente y Diputado). En el año 1943 la mansión sirvió de escenario para filmar algunas escenas de la película «La Novia de los Forasteros».
Francisco, otro de los hijos de Landaburu, se casó con María Pirovano, con la que tuvo ocho hijos. Por décadas funcionó el otrora prestigioso Colegio Nacional Manuel Belgrano y hoy funciona la Escuela de Educación Media N 17.
- La residencia de la familia Sullivan

El edificio se encuentra en el casco histórico de Merlo y en la actualidad allí funciona una oficina de la organización católica Cáritas. La familia Sullivan en Argentina se origina con el médico irlandés John Sullivan.
John Sullivan junto con su colega escocés Redhead fueron quienes asistieron a su común amigo Manuel Belgrano en los últimos años de su vida. Uno de los descendientes del primero, Francisco Sullivan se instala en el pueblo luego de 1859. Él y también otro miembro de la familia, Alejandro Sullivan, desempeñaron como jefes comunales del partido. También cabe mencionar a la nieta de Francisco, Elvira Sullivan, educadora y poetisa local, cuyo nombre ostenta una escuela privada de la ciudad.
- Estación ferroviaria

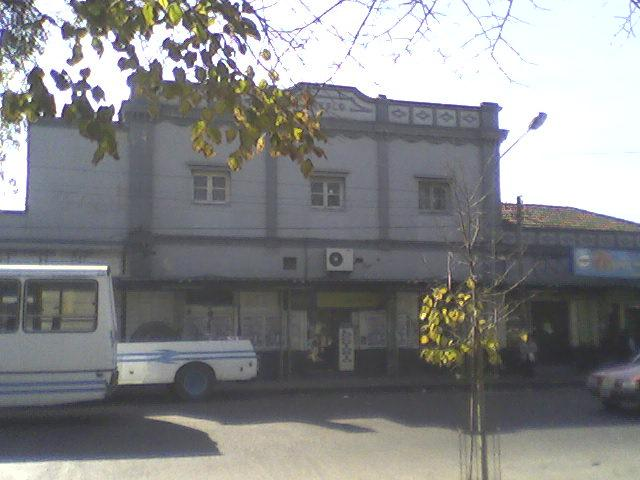
Estación ferroviaria construida en 1859.

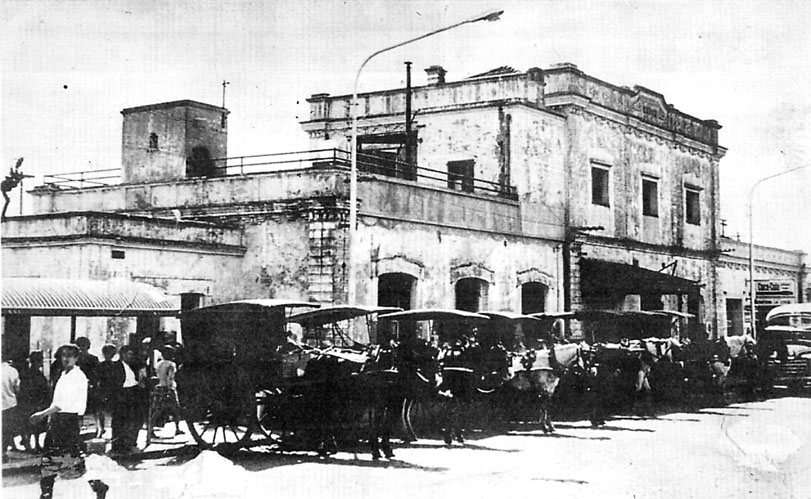
Estación Merlo en 1940.

La ubicación de la estación de Merlo fue originalmente planeada en la intersección de Av. Rivadavia y 25 de mayo y con tal objeto se trazó la Avenida 25 de Mayo para unir el pueblo con la estación. Luego de un cambio de planes, la estación fue edificada un kilómetro al oeste y con tal motivo fue trazada una nueva avenida que serviría como la clásica «calle a la estación» de los pueblos del interior y que hoy es la Avenida Libertador.
La estación de Merlo fue inaugurada el 11 de diciembre de 1859 en tierras donadas por doña Manuela Calderón, madre de Juan Dillon. Manuela Calderón donó un terreno de 86,6 por 34,6 metros para construir la estación y otra fracción de 259,8 por 129,9 metros al costado de la vía, destinada a servir de Plaza de Carretas, una parte de la cual serviría para la instalación de una playa de maniobras, muelles de descarga y almacenes de depósito. En el año 1870 se inaugura el ramal Merlo-Lobos.
- Palacio Rico

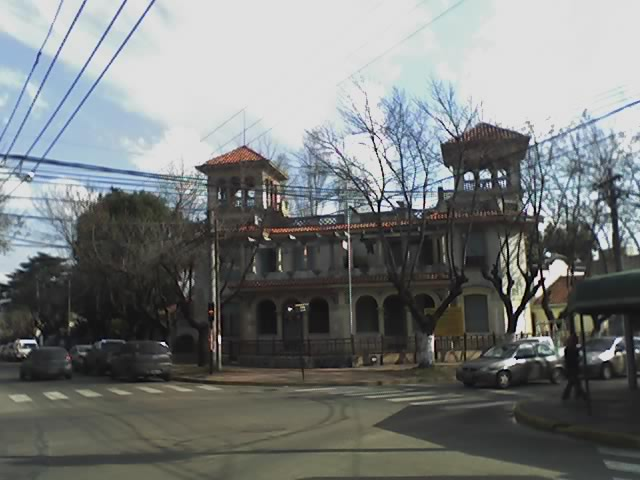
Palacio Rico.

El edificio, de inconfundible estilo andaluz, se encuentra en la esquina de Perú y Juncal y fue construido por el empresario español José Rico en la década de 1930. En 2007, el lado este de la propiedad, aún en manos de los descendientes del Sr. Rico, fue adquirida por la municipalidad con el fin de crear un centro permanente de arte y pintura.
El otro 50 % de la propiedad continúa siendo propiedad de la Familia Capece, familia a la que pertenece el historiador local Aldo Capece.
- Casa Correa, hoy Casa Museo

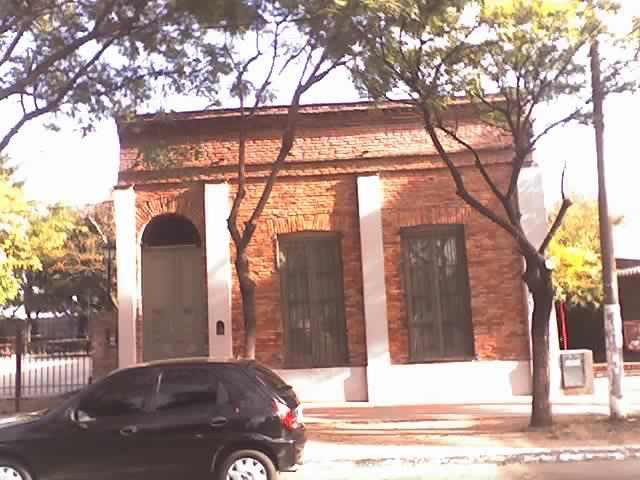
Casa Correa.

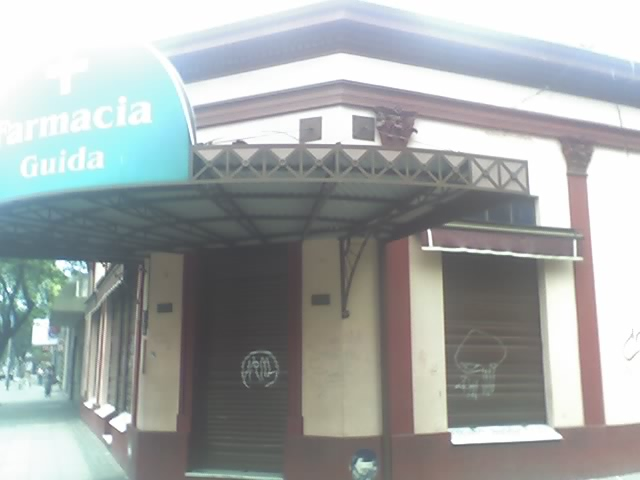
Primer palacio municipal.

Ubicada en el casco histórico, la casa de antigua data, en la mensura realizada por el Arq. Pedro Benoit en 1859, figuraba a nombre de Norberta Correa. La vivienda principal fue reconstruida en 1880. Es una de las casas más antiguas de Merlo que aún se mantiene en pie y que fue adquirida y restaurada por la Municipalidad en la gestión del Intendente Raúl Othacehé. En la actualidad funciona allí, desde junio de 2013, como Casa Museo, ambientada con mobiliario y vajillas usados hasta 1950, mostrando cómo vivían las familias en esos tiempos.
- El primer Palacio Municipal de Merlo

En el edificio de la esquina de Victoriaqno Loza y Av. Calle Real fue en donde funcionó, luego de la reconstrucción del pueblo, la Comisión de Fomento del Pueblo de Merlo que trabajó por la autonomía de Merlo, comisión integrada por los vecinos y hacendados Juan Dillon, Manuel Rodríguez, Henry Smith y Fernando Pearson y años más tarde fue el primer Palacio Municipal de Merlo. El edificio sirvió de atelier del pintor Cándido López en los años que vivió en Merlo.
- Palacio Municipal

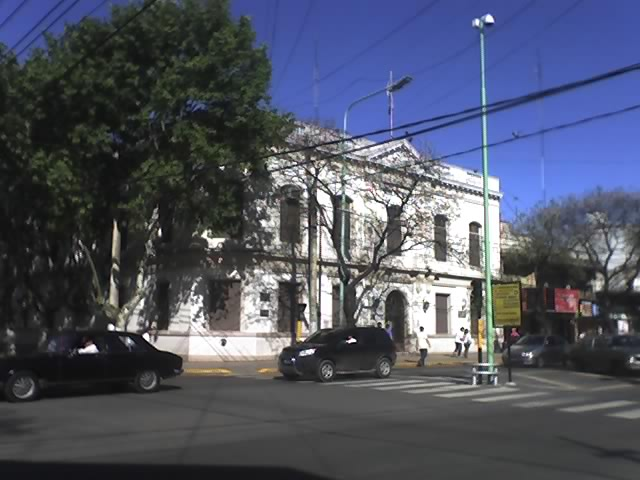
Palacio Municipal, sobre Av. del Libertador.

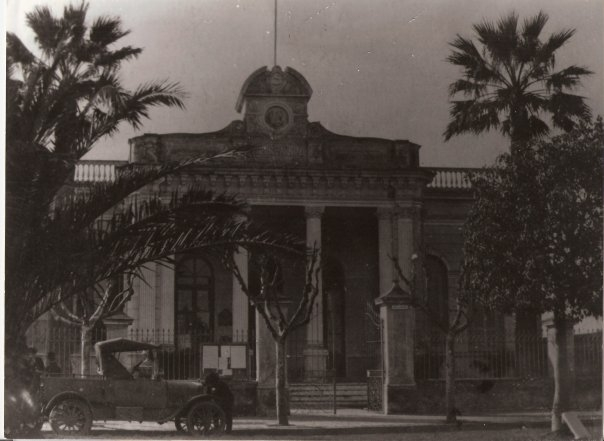
Viejo Palacio Municipal (1885-1937)

El edificio data de 1939 y reemplazó el viejo edificio construido en 1885 en el mismo solar que había sido donado por el vecino Pedro Pereyra. En el edificio funcionó el Museo municipal que fue creado en julio de 1968 y cuyo primer director fue Francisco Urondo, padre del escritor Paco Urondo.
- Casa de la Cultura

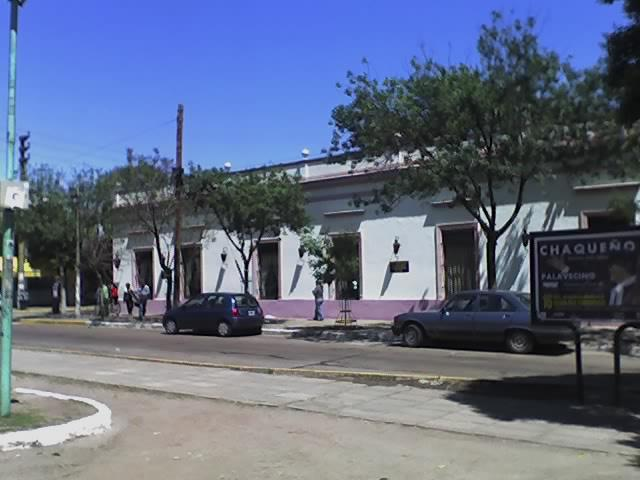
Casa de la Cultura, sobre la avenida de la calle Real, casco histórico

Construida por la familia Cieza en 1870, estilo neocolonial. En el mismo lugar se hallaba la casa de Tomás Cieza, juez de paz del Partido de Morón y que fuera asesinado por su propia tropa amotinada, atado en un catre y prendido fuego vivo luego de la derrota de Caseros, en 1852. Allí supo funcionar el café «La Puñalada». Desde 1983 funciona la Casa de la Cultura y consta de tres museos: de Arte, de Ciencias y de Historia, en los que existen exposiciones permanentes Además tiene una sala de conferencias y se realizan varias actividades.
- Puente ferroviario

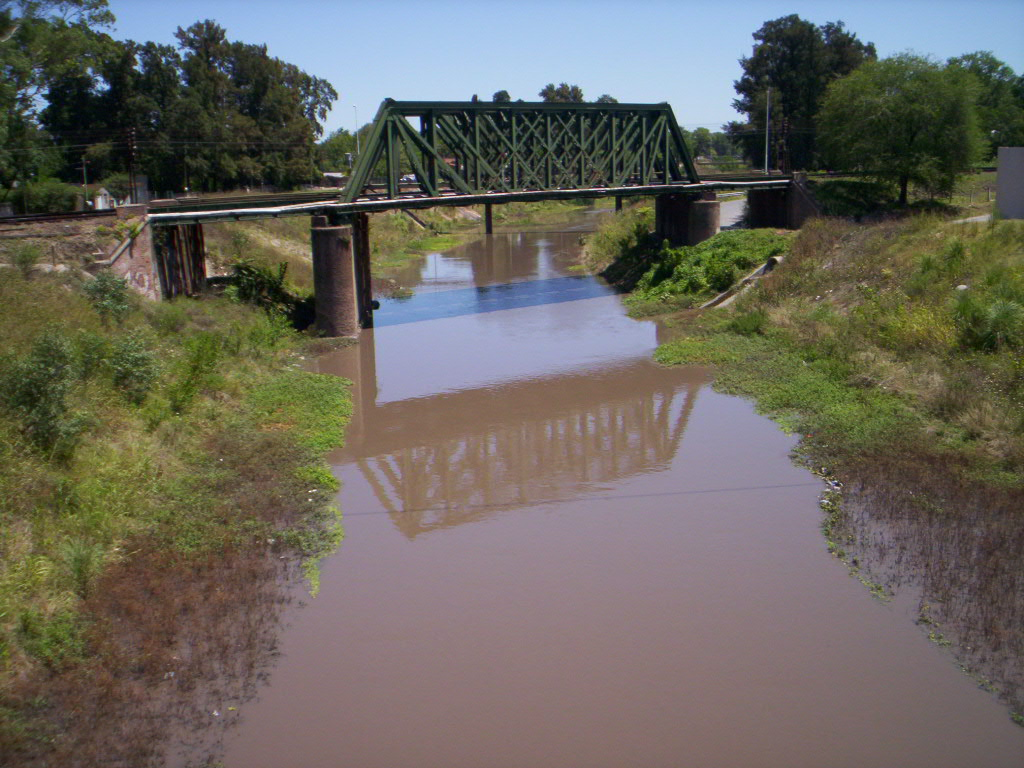
Puente ferroviario del FFCC. Sarmiento cruzando el Río Reconquista

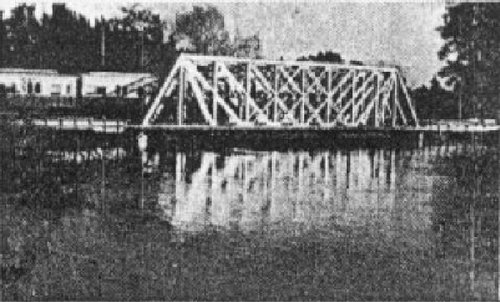
Puente ferroviario en 1967, casi cubierto por las aguas del Reconquista.

El puente ferroviario permite que las formaciones de trenes de la concesionaria Trenes de Buenos Aires crucen diariamente el Río Reconquista. El puente se encuentra a unos 100 metros al sur de donde supo estar el vado del Camino Real del Oeste que en épocas de la colonia permitía cruzar el río, que hasta 1950 se conocía como de las Conchas. Aunque no se menciona, muy probablemente Charles Darwin haya cruzado el vado el 27 de septiembre de 1833 (191 años) en su viaje hacia Luján, o la comitiva papal que dejaba Morón, despedida sin más por el ministro Bernardino Rivadavia, comitiva en la que iba el canónigo Mastai Ferreti, el futuro papa Pío IX en enero de 1824.
El otro posible paso pudo ser Puente de Márquez. Uno par de cientos de metros al norte del puente, en el lado de Merlo, se hallaba erigido un cañón que fue colocado por Francisco de Merlo para la defensa de sus tierras y que años más tarde fue reemplazado por otro colocado por los padres mercedarios a manera de mojón para delimitar sus tierras y que se podía ver erigido en el mismo lugar hasta 1870. Ubicado a unos 14 m sobre el nivel del mar, el puente se vio en peligro de ser cubierto por las aguas del río en reiteradas oportunidades.
- Edificio del Banco Provincia de Buenos Aires

- Iglesia de Nuestra Señora del Carmen

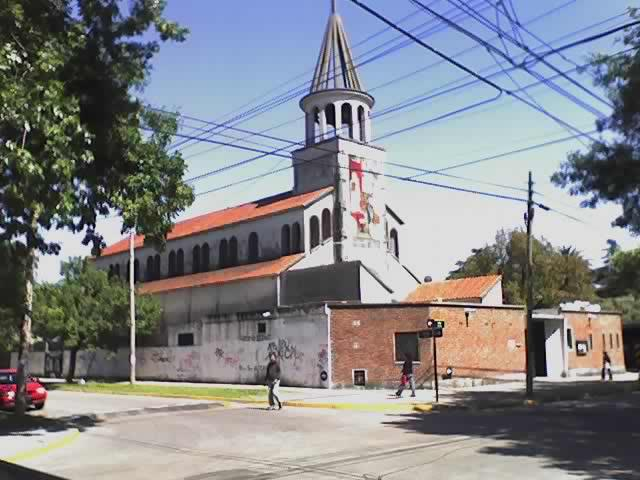
Iglesia de Nuestra Señora del Carmen, sobre calle Juncal.

La iglesia se construyó en el predio que solía ser la Quinta La Pichona, propiedad de las señoritas Echeverry, tres hermanas solteronas y en donde pasó sus últimos años de vida el reverendo padre Espinal, párroco de la Iglesia de la Merced. Las hermanas Echeverry donaron la quinta a la Iglesia Católica, tal como hicieron con el casco de estancia que poseían en las afueras del pueblo, ordenando construir una iglesia en el predio de la quinta. Los restos de las hermanas descansan en una bóveda debajo de la iglesia.
- La Colonial

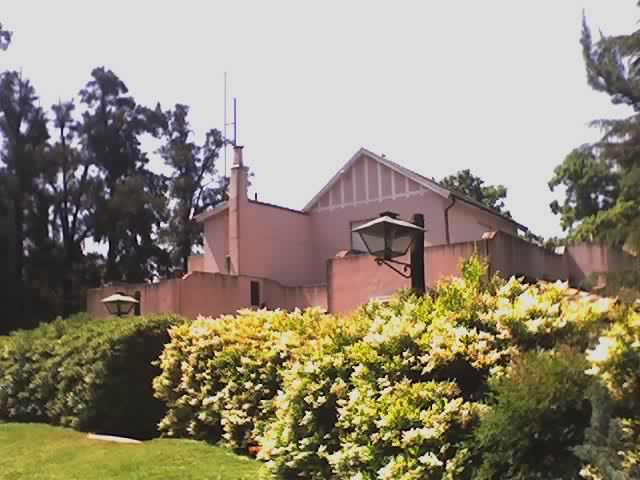
Quinta Municipal La Colonial.

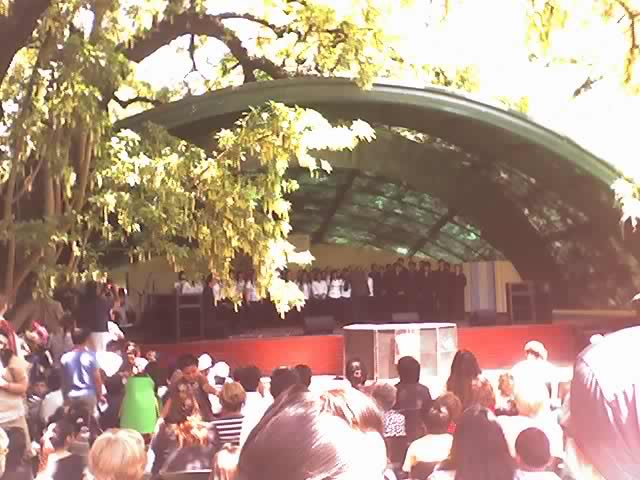
Auditorio.

Predio adquirido en 1967 por la administración del intendente Luis Monetti. A principio del siglo XX allí se encontraban los campos de las ferias de ganado de Merlo. Con los años el predio fue adquirido por el empresario Vicente Francisco Grego, propietario de la empresa tabacalera Manufactura de Tabacos Particular V.F. Grego S.A. (fabricante de los cigarrillos Particulares). La casona construida por Grego fue por muchos años la sede del museo municipal hasta 1983 cuando el museo fue trasladado a la actual Casa de la Cultura. El predio también cuenta con un auditorio y con un campo de deporte y allí funciona la Secretaría de Deportes. En los años recientes se organizaron exposiciones educativas y campeonatos de skateboard. La casona suele ser usada como sede de actos públicos.
- La Mansión Inglesa de Merlo

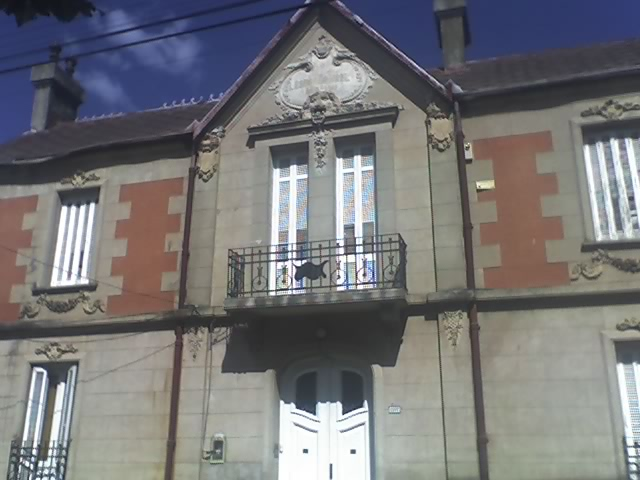
Mansión Inglesa Merlo.

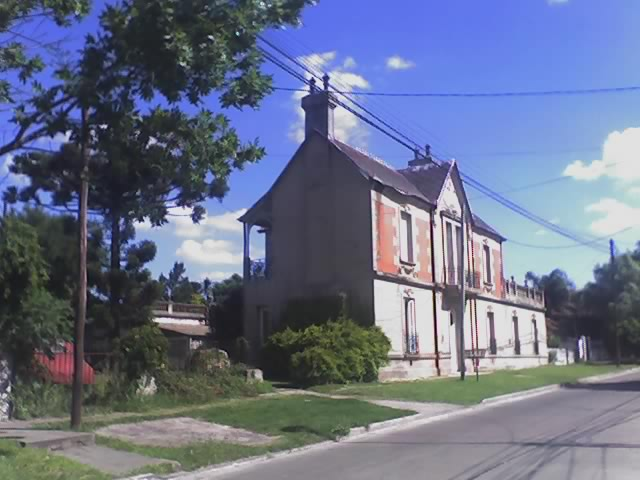
Mansión Inglesa Merlo.

La exquisita mansión inglesa de la calle Alem 1171 es un testimonio de la presencia de la comunidad británica en Merlo. El edificio fue construido en 1911, estaba localizado en el perímetro del pueblo, rodeado de árboles y quintas, y desde su terraza se podía tener una visión panorámica de la Iglesia de la Merced, del pueblo y del ferrocarril, que hasta 1922 no fue electrificado, acercándose al pueblo atravesando los bañados cercanos, trayendo a los «veraneantes» de Buenos Aires a pasar los fines de semana en la campaña.
- La Casa Monetti

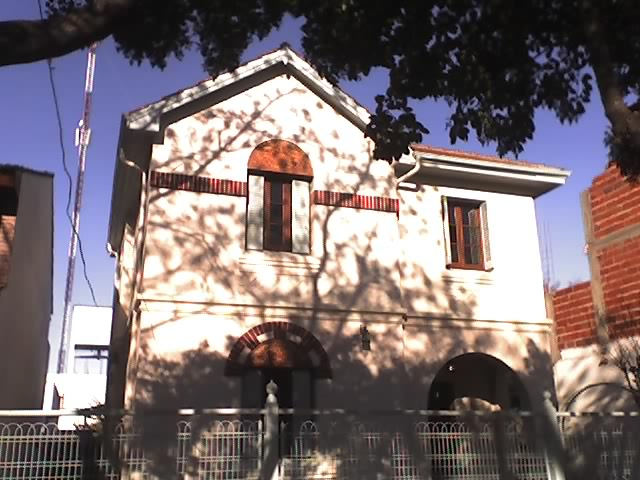
La Casa Monetti.

La residencia del Luis Monetti, interventor militar del municipio en 1957/58 y 1967/73. Ubicada en Avenida Argentina 1086 es una típica construcción de principios del siglo XX en la que funciona el Museo de la Historia Social de Merlo, que cuenta con material fotográfico, documentos, grabados y material de similares características.
- Teatro municipal

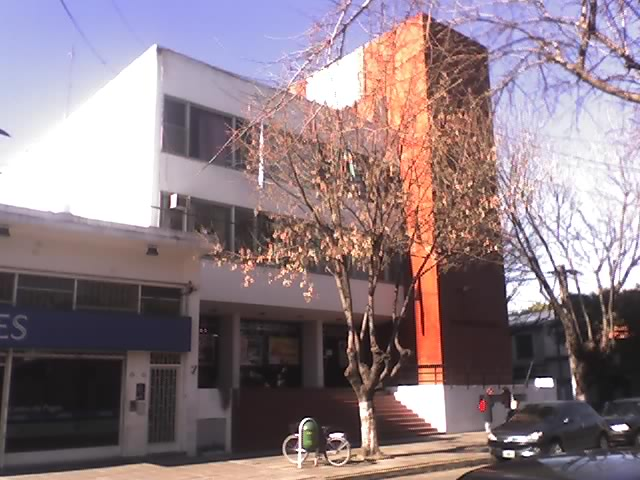
Teatro municipal.

Sobre la calle Colón se encuentra el complejo cultural General San Martín, construido durante la gestión del intendente Luis Monetti (1967/73) que alberga al Teatro Municipal Enrique Santos Discépolo y a la Biblioteca Municipal Olegario Víctor Andrade. Con capacidad para 580 personas, en el teatro municipal se desarrollan conciertos, comedias, ballet, actividades literarias, líricas y todos los meses se representan obras teatrales de los principales elencos de la Avenida Corrientes. En el segundo piso funciona la Biblioteca Olegario Víctor Andrade, fundada en el año 1957, que ha sufrido décadas de desinversión y el material bibliográfico es muy antiguo, desactualizado y escaso y carece de servicio de computadoras.

## Puntos de interés
En los suburbios de la ciudad de Merlo también se pueden hallar edificaciones monumentales: el Sanatorio para tuberculosos Domingo Faustino Sarmiento, que funcionó durante la primera mitad del siglo XX y el Palacio de Lago del Bosque, a las orillas del Río Reconquista, una casa residencial de la década de 1860.
En mayo de 2012, en los acantilados del Arroyo Torres en su desembocadura en el Río Reconquista, se realizó el hallazgo de un fósil de Gliptodonte de unos 10 milenios de antigüedad.

### Barrios

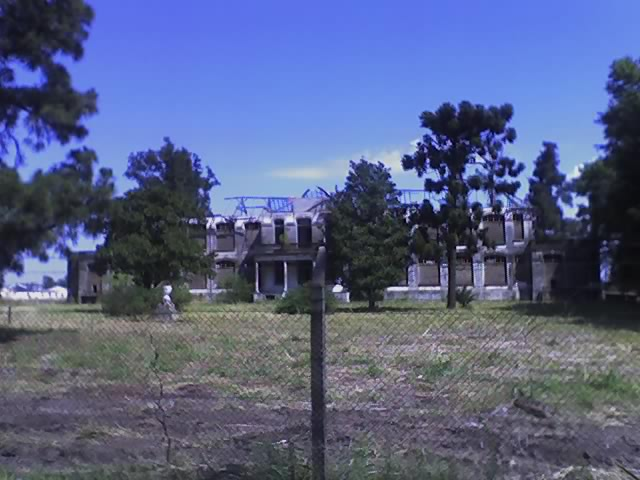
Ruinas del sanatorio para tuberculosos Domingo F. Sarmiento.

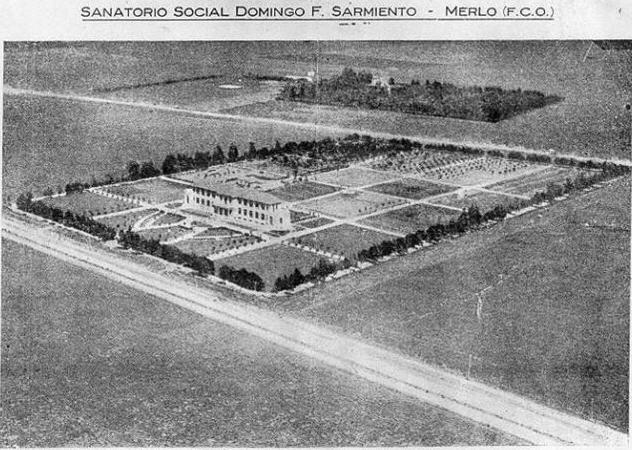
Sanatorio Sarmiento en pleno funcionamiento, primera mitad del.

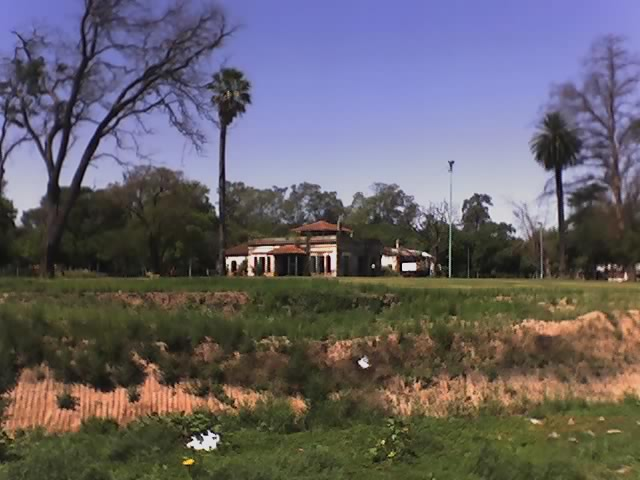
Palacio de Lago del Bosque, casona construida hacia 1860, diseñada por Pedro Benoit.

- B° Argentino
- Loma Florida
- Olivetti
- Lago del Bosque
- Pompeya
- Amandi
- Bilbao
- Reconquista
- Loma Grande
- Samore
- San Eduardo
- Arco Iris
- Tobal
- Podestá
- Altos de Merlo
- Albatros
- El Mirador
- Matera
- Belgrano
- Parque San Martín
- Barrio Rivadavia
- La Teja
- Ombú
- Olechea
- Pontevedra
- Mariano Acosta
- Agustín Ferrari
- Campanilla
- Villa Spada
- Libertad
- Aromos
- Villa Magdalena
- B° Nuevo
- Martin Fierro
- Garmendia
- San Antonio de Padua
- Merlo Norte
- B° Policial
- B° Las Torres
- Los Vascos

### Plazas y áreas recreativas
- Plaza La Fournier
- Plaza Pirelli
- Plaza 8
- Plaza fundador Don Francisco de Merlo
- Plaza Néstor Kirchner
- Parque de la Unidad Nacional
- Parque Belgrano
- El Tejadito
- La Colonial
- Plaza Inclusive Manuel Belgrano

### Parroquias
- Iglesia Familia de Fe

### Salud
- Farmacias Central Oeste
- Clínica de Consultorios Privados Provincial

### Edificios públicos
- Banco Provincia
- Banco Santander Río
- Banco Galicia
- Banco de la Nación Argentina
- Comisaría Merlo 1
- Secretaría de gobierno de Merlo
- Subsecretaría de juventudes de Merlo
- Polo Audiovisual de Merlo
- Municipalidad de Merlo
- Credipaz

## Instituciones
- En la intersección de las calles Scalabrini y Trejo, se localiza el Seminario Teológico San José a cargo de los Hermanos Scalabrinianos.

## Personajes

### Héroes - Artistas - Plásticos - Escritores - Intelectuales

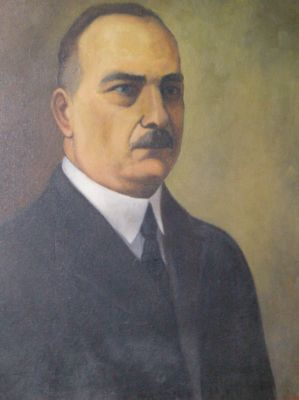
Víctor Mercante.

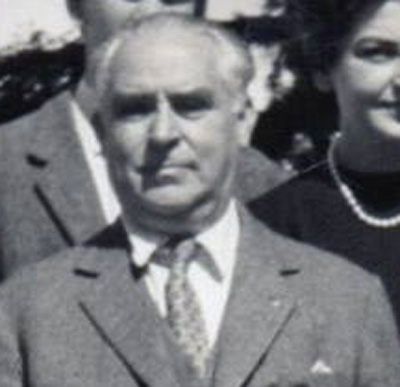
Francisco Enrique Urondo.

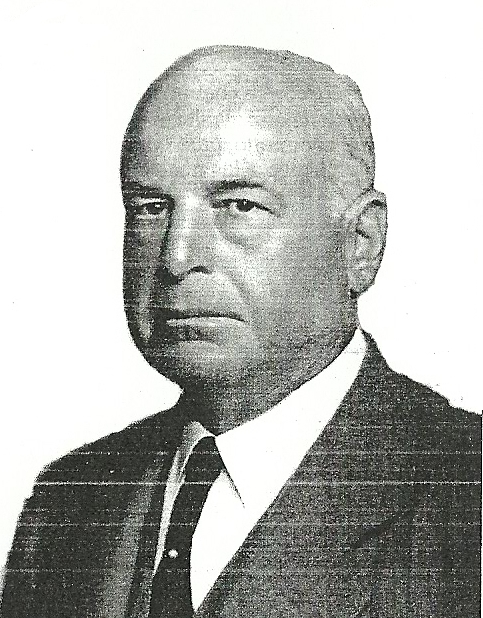
Ángel Lagomarsino (1890-1961).

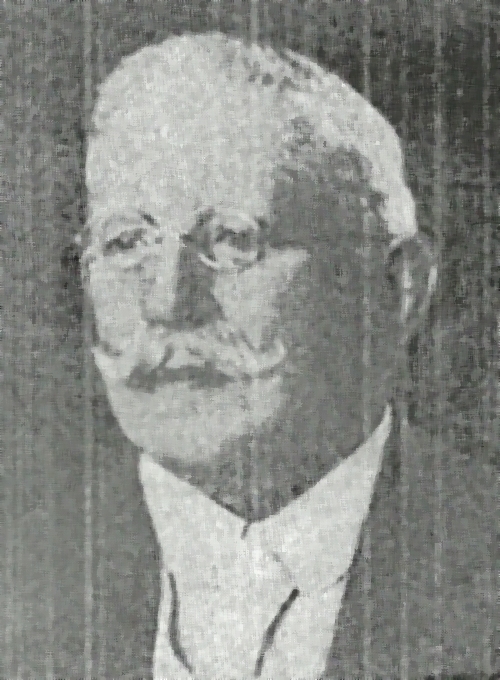
Bernardo Moretti (1854-1937).

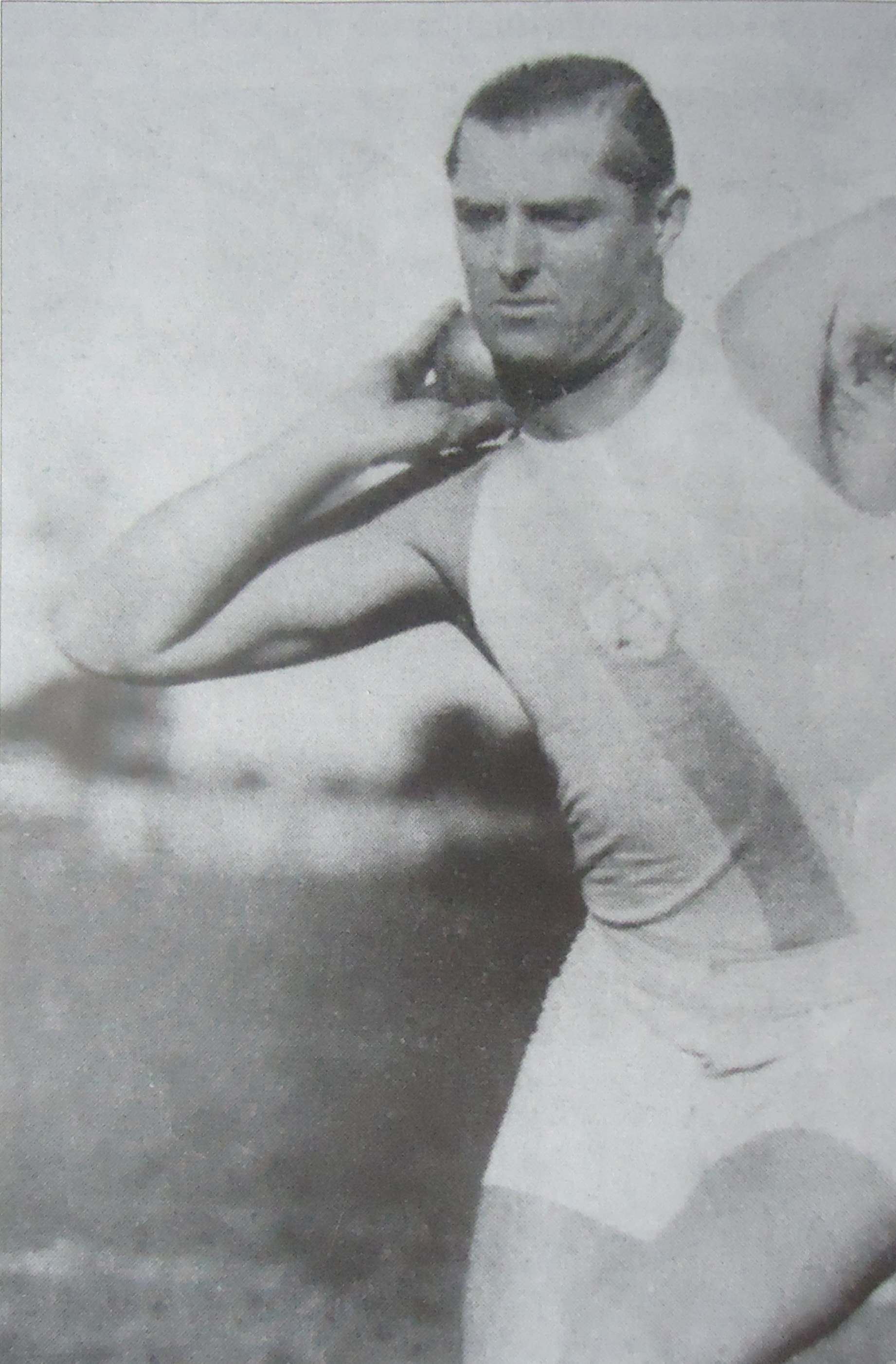
Federico Kleger.

- Susana Rosa Rojo: Ciudadana Ilustre de Merlo, ciudad que la vio nacer a mediados del siglo XIX. Artista plástica. Profesora de catequesis de las parroquias de la Merced y del Carmen. Casada con Romualdo Kozlowski, con quien tuvo tres maravillosos hijos: Enrique, Liliana y Pablo Román. Falleció el 22 de noviembre de 1988. Sus restos descansan en Paz en el Cementerio Sta Cecilia de Libertad.
- Coronel Diego - Impulsador del turismo en la localidad de libertad.
- Merlenses caídos en la Guerra de Malvinas: Gabriel G. Fattori, Pedro R. Hoszczaruk, Anselmo N. Melián, Adolfo E. Molina, José Romero y Jorge A. Ron.
- Patricio Larramberere (n. 1968) - Artista plástico.
- Víctor Mercante (1870-1934) - Pedagogo nacido en Merlo.
- Francisco Enrique Urondo (1895-1977) - ingeniero, educador y fundador de escuelas, en 1921 fue uno de los fundadores de la Facultad de Química de la Universidad Nacional del Litoral y fue su primer rector. En 1947 fue cesanteado como consecuencia de la persecución política iniciada por Juan Perón. Urondo se traslada a Buenos Aires y se emplea en una empresa privada. Ya en la década de 1950 se encuentra viviendo en Merlo y es designado director del Museo Municipal. Con la Revolución Libertadora a Urondo se le restituye su puesto en la Universidad del Litoral. Debe repartir su tiempo en desempeñarse como docente en la Universidad del Litoral y en cumplir la tarea que le encomendaron las autoridades municipales de Merlo de crear la primera escuela secundaria pública del distrito. En 1960 funda el Colegio Manuel Belgrano de Merlo, primera institución de educación media pública de Merlo de la que es su primer rector, y en 1962 funda el primer colegio industrial en Merlo siendo también su primer rector y la que hoy en día lleva su nombre "Escuela de Educación Secundaria Técnica (E.E.S.T.) N° 01".
- Emmanuel Shanon - Artista.
- Ángel Modesto Lagomarsino (1890-1961) - Médico, productor agropecuario y político, nació en Merlo. La primera persona nacida en Merlo en conseguir un título universitario. Fue uno de los fundadores del Hospital Municipal que llevó su nombre desde 1955 hasta 1983, siendo su primer director y además, fue intendente, diputado provincial y nacional, senador provincial, interventor en La Pampa, Secretario de Agricultura y Ganadería de la Nación durante la presidencia de Arturo Frondizi.
- Fernando Chiapponi (¿1895-1975?) - Escultor. Autor de muchas obras que por años adornaron plazas y paseos (Bustos de Rivadavia, Sarmiento etc). Autor también de una Piedad que por años se ubicó en la entrada del Cementerio de Libertad.
- Martín Castro (1882-1971) - poeta y payador anarquista nacido en Merlo.
- María del Rocío Giordano - Cantante lírica.
- Elvira Sullivan - Poetisa (fall.)
- Edgardo Ludueña - Arquitecto y Escritor (Viajeros y Juntahuesos en Merlo 1730 / 2005) , (Pilares de Fe, Cronología arquitectónica de obras que sostuvieron la historia de un pueblo de españoles) , (La Casa de los Ameghino).
- Antonio Aliberti - Poeta (fall.)
- Alberto Echagüe - Cantante de tangos, pasó sus últimos años de vida en Merlo (fall.)
- Carlín Calvo - Actor de televisión, cine y teatro.
- Alejandro Müller - Actor de televisión, Valientes, La Vendetta, Malparida.
- Bernardo Moretti - Educador y pedagogo.
- Carlos Medici - Artista plástico y escritor. Socio fundador y Presidente de la Asociación Civil Arte y Cultura de Merlo.
- Néstor Rubén Calós - Escritor. Coordinador de Talleres Literarios. Miembro de la Asociación Civil Arte y Cultura de Merlo.
- Dr. Alberto Pascual - Fotógrafo artístico - Miembro de la Asociación Civil Arte y Cultura de Merlo.
- Toros Gurlekian - Artista Plástico. Socio fundador y honorario de la Asociación Civil Arte y Cultura de Merlo.
- Eduardo Atilio Paschetto - Escritor, periodista regional. Miembro Fundador de la Asociación Civil Arte y Cultura de Merlo. Ex Director y creador del Archivo Histórico de Merlo - (Narraciones a Mansalva).
- Emilio Núñez Ferreiro - Escritor. Miembro y expresidente de la Asociación Civil Arte y Cultura de Merlo - (Historias en sepia - Bar Landrove, novela).
- Dr. Aldo Capece - Escritor, historiador, músico. Columnista de la Revista Arte y Cultura de Merlo - (Yo peronista - Merlo Mío).
- Emilio Reato - Artista plástico.
- Leandro Sesarego - Dibujante de historietas, ilustrador, editor, guionista, profesor de dibujo, expresidente de la Asociación de Dibujantes de Argentina. Secretario de Cultura y Archivo Histórico de la Comisión que elevó a la categoría de ciudad a Parque San Martín (diciembre 1975). Diseñó el escudo de la ciudad Parque San Martín. Diseñó el monolito por la Paz que Rotary Club Internacional obsequió a Parque San Martín. (fall.)
- Víctor Frontera - Cantante de tangos.
- Ing. Alfredo Córdoba - Ingeniero Civil (UB), periodista, miembro de número del Centro Argentino de Ingenieros, consultor del ASCE (USA).
- Mariano Hamilton - Periodista, escritor - (Cercano Oeste).
- Martin Parrilla - Músico
- Cristian Gentile - Escritor, periodista regional. (Viaje al Horizonte).
- Silvina Pérez Sanders - Licenciada en Literatura, Latín y Griego (UM), docente de arte, psicóloga social, trabaja permanentemente en la atención de grupos de riesgo del Partido.
- Julia Fatjat - Escultora.
- Dora Acosta - Escritora.
- Silvia Carbone - Ceramista. Premio de Honor Cerámica 2011. Otorgado por la Secretaría de Cultura de la Presidencia de la Nación - Salón Nacional de Artes visuales.
- Marta Zubieta - Escritora (trazar el círculo, El palco de la vida y otros) (fall.)
- Alberto Fernández (Furnita) - Escritor. (El cuento de nunca acabar - Bésame otra vez, Ingrid - novela).
- Germán Barceló - Cantante, actor.
- Myriam Griselda Recalde - Escritora, actriz - (Ya somos pareja).
- María Julia Lejtneker - Escritora - Investigadora de la historia -(Conviviendo con cinco generaciones-Parque San Martín).
- Alberto De La Mano - Investigador histórico de San Antonio de Padua - Miembro del Instituto Belgraniano.
- Alberto Regojo - Fotógrafo artístico - Coordinador de Área de la Asociación Civil Arte y Cultura de Merlo.
- Eduardo Delbono - Empresario/Locutor y periodista Nacional. Trabajó en Canal 2 (América TV) y Canal 7 (Argentina) y El rotativo del Aire de Radio Rivadavia.
- Marcelo Alejandro Cayún - Locutor Nacional. Se desempeñó en FM Milenium 106.7 en la última década. Y además, en distintas radio emisoras zonales y locales.
- Gabriel Soto - Fotógrafo artístico - Coordinador de Área de la Asociación Civil Arte y Cultura de Merlo.
- Olga Biondi - Artista plástica. Miembro de la Asociación Civil Arte y Cultura de Merlo.
- Francisco Gaona - Educador, Activista Social, Sindicalista e historiador, nacido en Paraguay, vivió varios años y falleció en Merlo.
- Pajarito Zaguri - Pionero del Rock Nacional. (fall.)
- Juan Carlos Thorry - Actor y Director de Cine. (fall.)
- David Blanco - Analista de riesgos de seguridad y continuidad de negocios.
- Juan Alfredo González - "El Chinito", cantante folklórico.
- Edgardo Devita - Locutor, conductor de televisión, escritor (Imberbes, esos estúpidos que gritan).
- Víctor De Rossi - Fotógrafo artístico - Coordinador de Área de la Asociación Civil Arte y Cultura de Merlo.
- Noelia Pompa - Bailarina.
- Daniel Agostini - Cantante de música tropical, pasó su infancia en Merlo.
- Camila Mateos - Actriz/modelo.
- Manuel de Arma - Periodista. Editor del Periódico "Juventud". Senador de la provincia de buenos aires. (fall.)
- Juan Borrego - Publicista. (fall.)
- Francisco Müller Amato - Emprendedor, fundador de ekoparty.
- Hugo José Passi - Escritor - 100 años del Club Atlético Ferro Midland.
- Hugo Jose Passi - Escritor - 125 años de la Sociedad Italiana de Merlo.

### Deportistas
- Nicolás Kicker - tenista.
- Manuel Lanzini - futbolista.

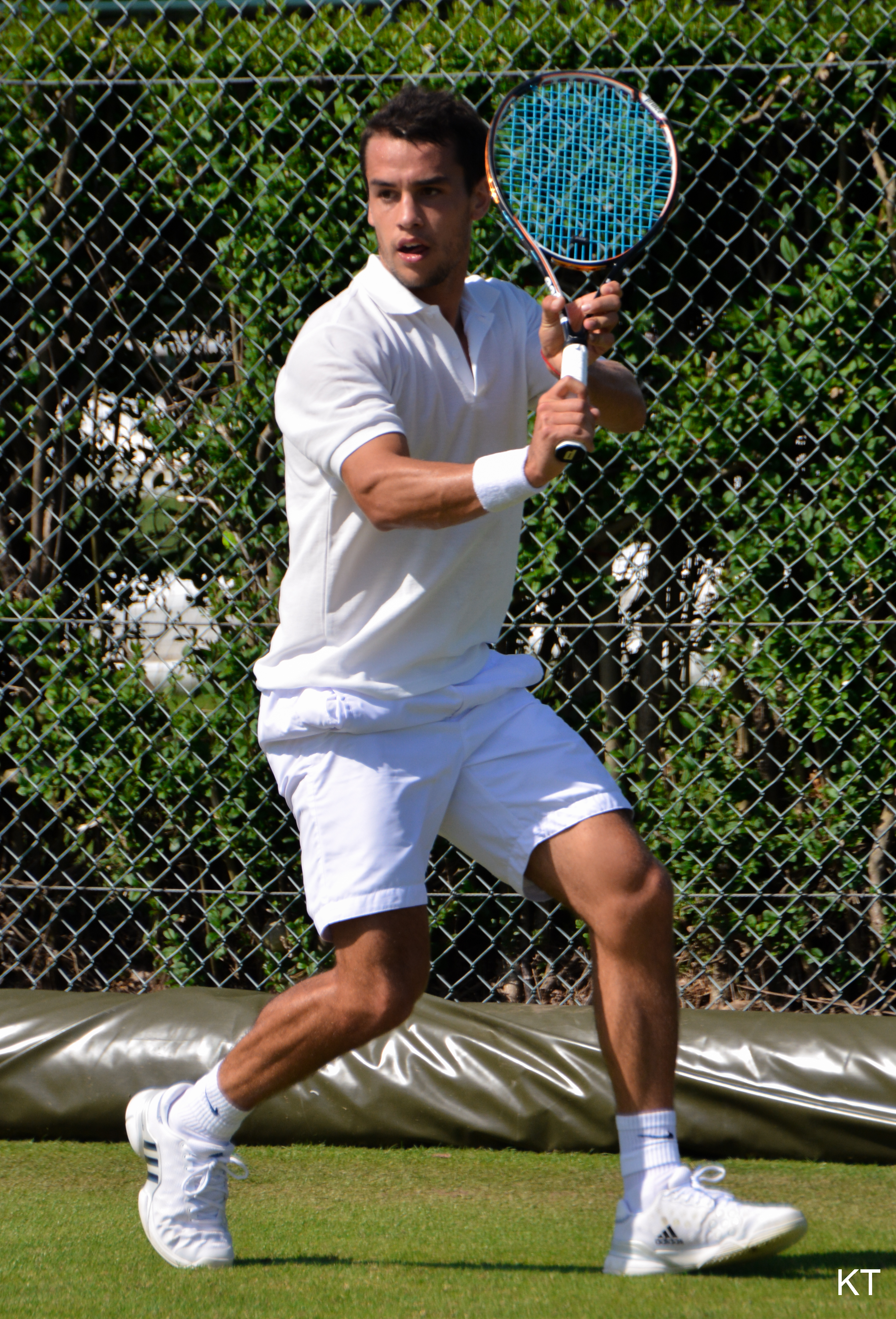
Nicolás Kicker.

- Oscar Mario Ratto - atleta y récord argentino 110 m con vallas.
- Marcelo Gallardo - exfutbolista y actual director técnico.
- Néstor Ortigoza - exfutbolista del club San Lorenzo de Almagro y de la Selección paraguaya de fútbol.
- José Manuel Moreno - futbolista profesional, ex River Plate y Boca Juniors, considerado como uno de los cinco mejores jugadores sudamericanos del siglo XX por la IFFHS.
- Federico Kleger (1903-1952) - atleta nacido en Sudáfrica que representó a la Argentina en lanzamiento de peso en los Juegos Olímpicos de Ámsterdam 1928 y en los Juegos Olímpicos de Los Ángeles 1932.
- Luis Spada - (Merlo, 24 de mayo de 1928 - Panamá, 17 de enero de 2009) promotor de boxeo radicado desde hace décadas en Panamá.
- Carlos Córdoba - exfutbolista de Boca Juniors y actual director técnico.
- Marcelo Bachino - exfutbolista de Boca Juniors. Fue campeón, junto a Diego Maradona del Mundial juvenil Japón 1979.
- Jorge Soto - golfista.
- Maximiliano Juan, automovilista nacido en Merlo, campeón en 2004 de TC Pista y actual piloto de Turismo Carretera. Actualmente se encuentra afincado en esta localidad, donde también regentea su propia escuadra: Merlo CJ Racing.
- Juan Ramírez - futbolista.
- Emanuel Mammana - futbolista.
- Cipriano Achinelli - futbolista profesional nacido en Paraguay, ex San Lorenzo de Almagro (fall.)
- Arsenio Erico - futbolista profesional nacido en Paraguay, ex Independiente (fall.)
- Luis Federico Thompson - boxeador profesional nacido en Panamá (fall.)
- Hernán H. Jaurena - bajista y tatuador.

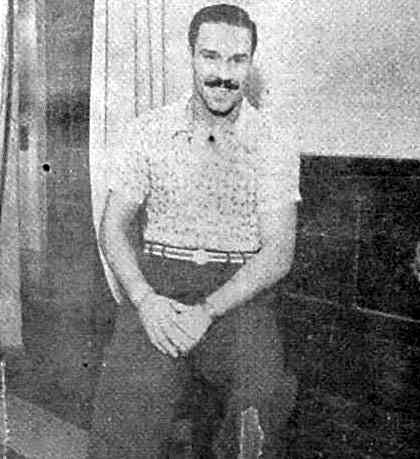
José Manuel Moreno.

## Parroquias de la Iglesia católica en Merlo
| Diócesis   | Merlo-Moreno |
| ---------- | --- |
| Parroquias | María Auxiliadora, Nuestra Señora de la Merced, Nuestra Señora del Carmen, Nuestra Señora de la Medalla Milagrosa, Inmaculada Concepción del Camino, Nuestra Señora de Itatí, Nuestra Señora de Pompeya, San Francisco Solano |